# Saison 2016 de Sébastien Loeb en sport automobile
2015 2017
La saison 2016 marque le commencement d'une nouvelle étape dans la carrière de Sébastien Loeb. Après quinze années d'histoires communes avec la marque aux chevrons, son départ de Citroën Racing est alors acté et l'Alsacien devient un pilote Peugeot Sport à part entière. Son emploi du temps sportif se partage dès lors entre les deux programmes d'usine portés par l'écurie française. En rallye-raid d'une part, où il participe à son premier Dakar, dont il remporte quatre victoires d'étapes en occupant la tête de la course durant toute la première semaine, ainsi qu'au rallye de la Route de la Soie. En championnat du monde de rallycross d'autre part, qu'il termine à la cinquième place finale devant son coéquipier Timmy Hansen plus expérimenté, mais sans parvenir à rivaliser sur la durée avec les autres équipes de pointe en raison d'un manque de performance de la nouvelle Peugeot 208 WRX.

## 38eRallye Dakar

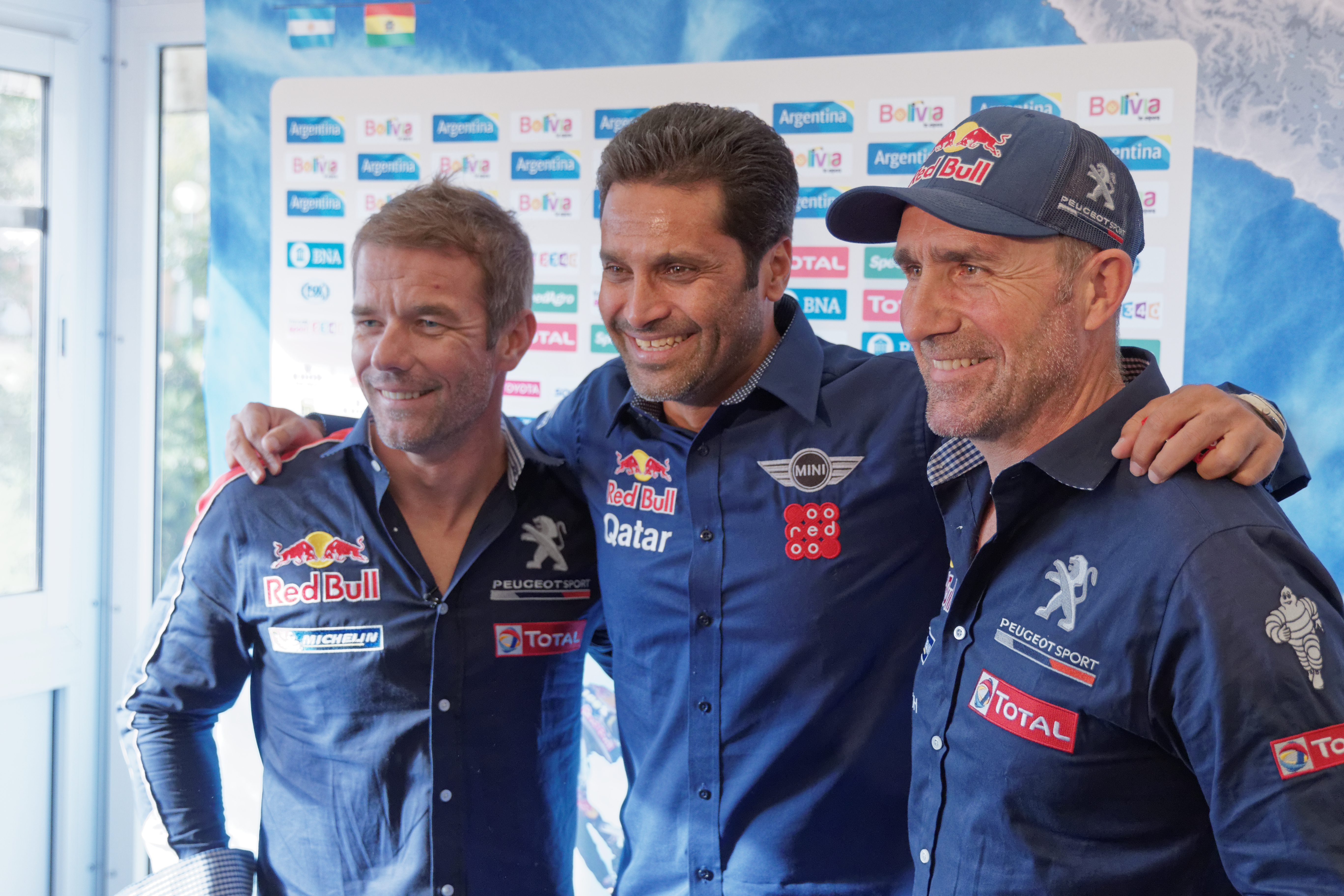
Sébastien Loeb aux côtés du tenant du titre Nasser Al-Attiyah et de son coéquipier Stéphane Peterhansel lors de la conférence de presse de lancement du Rallye Dakar 2016.

La participation de Sébastien Loeb au Rallye Dakar 2016 est officiellement annoncée par Peugeot Sport le 29 septembre 2015, quelques mois après les premiers pas effectués par le champion alsacien en rallye-raid dans le cadre d'une séance d'essais au volant d'un 2008 DKR pour le compte du constructeur français,,,. Initialement présenté comme une pige ponctuelle, cet engagement prend la tournure d'une réorientation de carrière et d'un transfert intégral au sein du programme officiel de la marque au Lion dans la discipline lorsque la non-reconduction du contrat liant Loeb à Citroën est révélée le 19 novembre 2015. Copiloté par son partenaire de toujours Daniel Elena, le nonuple champion du monde des rallyes intègre ainsi une formation d'usine composée de son ancien coéquipier et mentor de Citroën Racing Carlos Sainz, ainsi que de Stéphane Peterhansel et Cyril Despres, tous deux multiples vainqueurs de l'épreuve.
Le coup d'envoi est donné le 2 janvier 2016 à Buenos Aires dans le cadre du prologue, section peu sélective comportant 11 km de spéciales. Concédant neuf secondes sur le leader Bernhard Ten Brinke, Loeb y établit le dixième temps à égalité avec Peterhansel et Despres, lui garantissant ainsi un ordre de passage convenable pour le lendemain : « C'était important d'être au bout du prologue, de ne pas faire d'erreurs dans la première journée. Pas de souci particulier, pour l'instant tout va bien. Mais on verra comment ça se passe dans les plus longues spéciales. J'ai fait ce que j'ai pu, mais de toute façon je ne voulais pas être devant non plus, ce n'était pas le but. J'ai roulé un peu dans la poussière d'une moto qui se trouvait devant moi, je n'ai pas bien compris pourquoi, mais j'ai dû la dépasser. ». Noyées sous une pluie diluvienne frappant la région de Rosario, les pistes de la première étape sont rendues impraticables pour les concurrents en raison du niveau d'eau submergeant les véhicules par endroits tandis que les intempéries empêchent le décollage des hélicoptères et des avions relais. Incapable de déployer le dispositif de sécurité réglementaire, la direction de course prononce aussitôt l'annulation du tronçon,. Sébastien Loeb prend le départ de sa première étape significative du Dakar sur le tracé reliant Villa Carlos Paz à Termas de Río Hondo, parcours sinueux nécessitant peu de compétences de navigation et raccourci d'une centaine de kilomètres en raison des conditions météorologiques. Pointant en tête sur la totalité des points de contrôle en dépit d'un enlisement momentané dans un bourbier, il signe le scratch avec plus de deux minutes d'avance sur son poursuivant direct, Stéphane Peterhansel, et s'empare des commandes du classement général : « Ça a été la surprise à l'arrivée. Comme on avait perdu du temps dans la spéciale, au milieu, enlisé un peu dans la boue, je ne m'attendais pas à faire le meilleur temps. C'est une bonne surprise. C'est encourageant au niveau de la performance de la voiture. Au final, sur un terrain plutôt typé WRC, avec les buggys, on arrive à être devant les quatre roues motrices, ce que je ne pensais pas. »,,. Il récidive le lendemain en établissant de nouveau le temps de référence, devançant son coéquipier Carlos Sainz sur une étape à la typographie similaire à la précédente et de nouveau raccourcie en raison de la météo défavorable, et porte son avance au classement général à plus de cinq minutes : « J'ai vraiment bien roulé, c’était une super spéciale : de la belle glisse, des belles trajectoires. J’ai pris beaucoup de plaisir et on a roulé fort du début à la fin. Je roule à mon rythme et tout va bien pour le moment comme ça. Ce sont des spéciales où la navigation n’était pas trop compliquée. De toute façon, on est là pour apprendre. Alors on ne se pose pas de questions et on roule. »,.
La boucle disputée autour de la ville de San Salvador de Jujuy constitue la première étape du Rallye Dakar 2016 à proposer une part de navigation significative et doit se dérouler sans assistance technique lors du retour des équipages au parc fermé. Premier à s'élancer, Loeb rejoint l'arrivée en troisième position, concédant moins de trente secondes sur ses deux coéquipiers Sainz et Peterhansel en dépit de problèmes rencontrés avec son dispositif Sentinel : « La spéciale était moins intéressante que la veille. Nous avons rencontré un problème avec le Sentinel qui a sonné à quelques reprises mais sans personne derrière ! Nous nous sommes même garés une fois pour laisser passer ! »,. Malgré la présence de nombreuses zones de hors-piste dont il n'est pas coutumier, l'Alsacien signe sa troisième victoire d'étape le lendemain, dans le secteur marquant l'entrée de l'épreuve en territoire bolivien. Chapeautant un triplé de la marque au Lion, il devance son ami Carlos Sainz d'une vingtaine de secondes et relègue Stéphane Peterhansel, son premier adversaire au classement général, à près de huit minutes : « Nous avons perdu un peu de temps sur la dernière partie par rapport à Carlos, qui a dû rouler très fort sur les pistes sinueuses. Mais c'est plutôt pas mal, surtout que celle-là se jouait sur un terrain très différent du premier jour : des rios, des pistes cachées, des pierriers. J'étais assez confiant sur le travail de Daniel, j'ai vu la façon dont il préparait ses road-books, et il a fait du super boulot. Encore une fois nous n'avons eu aucun problème avec la voiture… parfait. Hier je gérais un peu la mécanique, aujourd'hui je me suis lâché un peu plus, et c'est impeccable. »,. Les concurrents empruntent dès le jour suivant la plus longue étape de la trente-huitième édition du Dakar, tracée tout autour du Salar d'Uyuni. Victime de deux crevaisons et d'un blocage de son accélérateur l'ayant obligé à rouler avec le coupe-circuit, Loeb cède pour moins de trente secondes la tête du général à Peterhansel, auteur du scratch : « On a eu une crevaison au kilomètre 100, et ensuite on a eu l'accélérateur qui est resté bloqué à fond. On a dû rouler avec le coupe-circuit, et j'ai repris une pierre, ce qui nous a obligés à changer une roue. C'était très compliqué. C'est comme ça. Les trois Peugeot sont toujours devant au général, on domine. Globalement ça se passait plutôt bien jusqu'à aujourd'hui où on perd gros. Les pendules sont remises à zéro, il va falloir tout recommencer. »,.
L'Alsacien adopte un rythme offensif au départ de la septième étape et construit progressivement une avance de près de trois minutes sur ses coéquipiers à mi-parcours. Il perd le bénéfice de sa prise de risques dans la deuxième moitié du tronçon en raison d'un turbo récalcitrant mais parvient malgré tout à rallier l'arrivée en seconde position derrière Sainz, auteur de son premier scratch de l'édition 2016. Trop prudent, Peterhansel abandonne plus de trois minutes, permettant ainsi à Loeb de reprendre les commandes du rallye avant la journée de repos à Salta marquant la fin de la première semaine de compétition : « Ce matin j'étais parti très motivé pour reprendre la tête. On n'a pas réussi exactement ce qu'on voulait faire, mais on est devant et c'est l'essentiel. Avant d'arriver, je ne pensais pas être en tête à la journée de repos. On va en profiter, et il va falloir bien travailler les étapes suivantes. Il y a beaucoup à perdre dans les trois étapes qui viennent, elles sont compliquées mais on va essayer de faire de notre mieux. La seule stratégie, ce sera d'attaquer fort et de faire des bons temps. »,. Le nonuple champion du monde des rallyes maintient une cadence soutenue dans l'étape conduisant à la ville de Belén, pointant en seconde position derrière le tenant du titre Nasser Al-Attiyah et sa Mini quatre roues motrices dans les premiers temps partiels. C'est au moment d'aborder les premiers secteurs de dunes, terrain sur lequel son expérience reste à construire, qu'il abandonne plusieurs minutes après avoir enlisé le train arrière de son Peugeot 2008 DKR. Il part finalement en tonneaux à quelques kilomètres de l'arrivée de la spéciale après avoir heurté un talus et concède plus d'une heure dans l'incident, rétrogradant ainsi à la huitième place du classement général : « Dans un rio, il y avait une grosse marche que je n'ai pas vu et qui nous a envoyé en tonneaux. On a perdu pas mal de temps parce qu'on a dû changer les roues. »,. Héritier d'un ordre de passage désavantageux, il s'enlise à nouveau plusieurs fois dans le secteur du lendemain, interrompu prématurément en raison des chaleurs excessives et marquant le début de la traversée des dunes de Fiambalá, considérées comme le juge de paix du rallye et rendues instables par les franchissements des concurrents précédents. Contraint de s'arrêter pour changer un cardan, il cède une heure supplémentaire sur ses principaux rivaux et se retrouve chasser en dehors du top 10 général : « C'était très cassant, très sablonneux par endroits. On voulait essayer de suivre le road-book de manière assez précise pour ne pas se perdre. Finalement, il y a des endroits où on n'arrivait pas à passer. Le sable est tellement mou… On s'est enlisé plusieurs fois. ». À l'instar de la plupart des concurrents, Loeb s'égare dès les premiers kilomètres de l'étape conduisant à La Rioja en raison d'une erreur dans le road-book officiel. Il réalise le cinquième temps du secteur chronométré, victime de deux crevaisons, d'un ensablement, de coupures moteur et d'un nouveau tonneau sans conséquence significative lors du franchissement d'une dune, tandis que son coéquipier et leader du classement général Carlos Sainz se retrouve contraint à l'abandon à la suite de problèmes mécaniques.
L'Alsacien retrouve un terrain plus traditionnel, mais toujours disputé en hors-piste, le lendemain. Il adopte un rythme suffisamment soutenu pour se hisser en tête des temps partiels durant la majeure partie du parcours malgré la gêne occasionnée par la poussière soulevée par la Mini de Nani Roma en début de spéciale. Victime d'un cardan défectueux à 2 km de l'arrivée, il est contraint de s'arrêter avant de recevoir l'aide providentielle de son coéquipier Cyril Despres qui le tracte jusqu'à la zone de pointage finale, lui permettant ainsi de limiter son déficit à six minutes sur le vainqueur du jour Nasser Al-Attiyah : « Deuxième de l'étape, donc plutôt satisfait. On est déjà content d'être à l'arrivée pour être tout à fait franc. On a cassé un cardan à deux kilomètres de l'arrivée alors qu'on venait de passer Cyril Despres. Il nous a tirés jusqu'à l'arrivée et nous avons pu finir avec le deuxième chrono. Merci à Cyril. Sans notre équipier de Peugeot Sport on aurait dû s'arrêter un bon moment ! ». N'ayant plus rien à espérer au classement général de l'épreuve, Loeb se contente d'adopter un rythme prudent lors de la pénultième étape, longue de près de 1 000 km. Il se porte à la hauteur du leader Stéphane Peterhansel puis se calque sur ses trajectoires tout au long du parcours afin de pouvoir prêter main-forte à son coéquipier en cas de défaillance mécanique : « On a fait notre spéciale tranquille, on a rattrapé Stéphane, et on s'est calé derrière lui. Moi je n'ai pas grand-chose à jouer ni à perdre, donc nous sommes là éventuellement pour donner une pièce s'il y a un problème pour Stéphane. Maintenant il reste une journée, ça devrait le faire. »,. Le nonuple champion du monde achève son premier Dakar en s'adjugeant une quatrième victoire d'étape, le record de l'édition 2016, sur le secteur conduisant au point d'arrivée final à Rosario et conserve la neuvième place du classement général : « Je suis surtout content d’être arrivé au bout. Si l’on excepte les deux journées de galères, on a réalisé de belles performances et on s’est plutôt bien amusé. Si je veux progresser, je sais au moins où je dois travailler. Le hors-piste, je l’ai réellement découvert lors de ces deux étapes. Il faudra que je sois un peu plus sur la défensive, que je me prenne le temps d’analyser la situation et surtout que je ne m’obstine pas. Quand le risque d’enlisement est élevé, il faut passer son chemin et trouver une autre issue. »,,.
| Catégorie  | N°     | Équipe                                        | Voiture            | Voiture            | Voiture            | Voiture            | Copilote      | Copilote        | Copilote     | Copilote     |
| ---------- | ------ | --------------------------------------------- | ------------------ | ------------------ | ------------------ | ------------------ | ------------- | --------------- | ------------ | ------------ |
| T1.4       | 314    | Team Peugeot Total                            | Peugeot 2008 DKR16 | Peugeot 2008 DKR16 | Peugeot 2008 DKR16 | Peugeot 2008 DKR16 | Daniel Elena  | Daniel Elena    | Daniel Elena | Daniel Elena |
| Étape      | Jour   | Nom                                           | Liaison            | Spéciale           | Distance           | Clas. Spé. Cat.    | Clas. Spé.    | Temps           | Clas. Cat.   | Clas.        |
| Prologue   | 2 jan  | Buenos Aires – Rosario                        | 335 km             | 11 km              | 346 km             | 10e                | 10e           | 6 min 17 s      | 10e          | 10e          |
| Étape 1    | 3 jan  | Rosario – Villa Carlos Paz                    | 404 km             | 258 km             | 662 km             | Étape annulée      | Étape annulée | Étape annulée   | 10e          | 10e          |
| Étape 2    | 4 jan  | Villa Carlos Paz – Termas de Río Hondo        | 337 km             | 521 km 373 km      | 858 km 710 km      | 1er                | 1er           | 3 h 45 min 46 s | 1er          | 1er          |
| Étape 3    | 5 jan  | Termas de Río Hondo – San Salvador de Jujuy   | 349 km             | 314 km 190 km      | 663 km 539 km      | 1er                | 1er           | 2 h 09 min 39 s | 1er          | 1er          |
| Étape 4    | 6 jan  | San Salvador de Jujuy – San Salvador de Jujuy | 200 km             | 429 km             | 629 km             | 3e                 | 3e            | 3 h 43 min 09 s | 1er          | 1er          |
| Étape 5    | 7 jan  | San Salvador de Jujuy – Uyuni                 | 297 km             | 327 km             | 624 km             | 1er                | 1er           | 3 h 32 min 34 s | 1er          | 1er          |
| Étape 6    | 8 jan  | Uyuni – Uyuni                                 | 181 km             | 542 km             | 723 km             | 4e                 | 4e            | 5 h 09 min 22 s | 2e           | 2e           |
| Étape 7    | 9 jan  | Uyuni – Salta                                 | 440 km 481 km      | 353 km 337 km      | 793 km 818 km      | 2e                 | 2e            | 3 h 19 min 41 s | 1er          | 1er          |
| Étape 8    | 11 jan | Salta – Belén                                 | 373 km             | 394 km             | 767 km             | 33e                | 33e           | 5 h 20 min 32 s | 8e           | 8e           |
| Étape 9    | 12 jan | Belén – Belén                                 | 111 km             | 285 km             | 396 km             | 22e                | 23e           | 3 h 49 min 18 s | 13e          | 13e          |
| Étape 10   | 13 jan | Belén – La Rioja                              | 485 km             | 278 km 245 km      | 763 km 730 km      | 5e                 | 5e            | 4 h 16 min 12 s | 9e           | 9e           |
| Étape 11   | 14 jan | La Rioja – San Juan                           | 281 km             | 431 km             | 712 km             | 2e                 | 2e            | 4 h 55 min 08 s | 9e           | 9e           |
| Étape 12   | 15 jan | San Juan – Villa Carlos Paz                   | 450 km             | 481 km             | 931 km             | 13e                | 13e           | 5 h 49 min 50 s | 9e           | 9e           |
| Étape 13   | 16 jan | Villa Carlos Paz – Rosario                    | 519 km             | 180 km             | 699 km             | 1er                | 1er           | 1 h 46 min 51 s | 9e           | 9e           |
| Sources, : |        |                                               |                    |                    |                    |                    |               |                 |              |              |

## Championnat du monde de rallycross
Le 29 février 2016, à quelques jours de l'ouverture du 86e salon de l'automobile de Genève, Sébastien Loeb et la marque au Lion annoncent conjointement l'extension de leur collaboration en championnat du monde de rallycross avec l'intégration du pilote alsacien au sein de l'équipe usine tenante du titre du constructeur français, parallèlement au programme engagé par les deux parties en rallye-raid : « Je suis très excité par cette opportunité de participer pour la première fois à une saison complète de rallycross. Au cours des années, j’ai eu la chance de prendre part à de sensationnelles expériences en course mais le rallycross s’annonce comme quelque chose de vraiment spécial, vu la puissance et la compétitivité de la Peugeot 208 WRX ainsi que la nature très intense de ce sport. La voiture et la stratégie pour ce type de courses sont complètement nouvelles pour moi. J’ai beaucoup à apprendre mais j’espère néanmoins être compétitif très vite. ». Une première séance d'exhibition réunissant Loeb et son nouveau coéquipier Timmy Hansen, vice-champion du monde en titre, est organisée peu avant l'annonce officielle sur un lac gelé dans la région de Åre en Suède afin d'accompagner la communication de ce nouvel engagement à destination des médias,. L'Alsacien effectue ses premiers tours de roues en conditions réelles avec la nouvelle Peugeot 208 WRX du 5 au 7 avril 2016 sur les circuits de Lavaré et de Dreux, une semaine avant le coup d'envoi de la saison,,.

### Bompiso World RX of Portugal 2016
La troisième édition du championnat du monde de rallycross débute le 16 avril 2016 avec le coup d'envoi de la manche portugaise, organisée sur le circuit de Montalegre à 1 800 m d'altitude. Affublé du numéro 9 qu'il porte depuis 2013 et sa prise de distance avec le monde des rallyes, Sébastien Loeb y ouvre une nouvelle page de sa carrière aux côtés de vingt autres pilotes de la catégorie reine Supercar.
Il signe le quatrième temps des essais libres du samedi matin, concédant deux dixièmes sur la meilleure marque établie par la Ford Fiesta ST de Kevin Eriksson. Le tirage au sort déterminant les grilles de départ des manches qualificatives lui impose une position désavantageuse sur l'ensemble de la première journée. Sur une piste fortement détrempée, il parvient malgré tout à ressortir en tête au coup d'envoi de la première course, poursuivi uniquement par Timur Timerzyanov tandis que les trois autres pilotes optent pour le tour Joker. Le Russe est finalement victime d'une sortie de route dans la portion terre du circuit, rendue boueuse et glissante avec les intempéries, laissant Loeb seul aux commandes. L'Alsacien rétrograde finalement en troisième position, derrière Johan Kristoffersson et Toomas Heikkinen, au moment d'aborder à son tour la portion handicapante du tracé lors de la dernière boucle. Quatrième à l'issue du départ de la seconde manche, il accomplit aussitôt son tour Joker et défend son rang face aux attaques d'Andreas Bakkerud. Il cède finalement sous la pression du Norvégien à la suite d'une erreur de freinage lors de la pénultième boucle et franchit l'arrivée en cinquième et dernière position. Son temps cumulé lui permet cependant de se hisser à la cinquième place du classement général intermédiaire de la première journée.
Le nonuple champion du monde des rallyes prend le départ de la troisième manche qualificative dès le lendemain matin et ressort  en seconde position à l'issue de la phase d'accélération, devancé par Toomas Heikkinen. Tous deux optent immédiatement pour le tour Joker, imités par Andreas Bakkerud qui réalise aussitôt l'intérieur sur Loeb en forçant la corde. Pointant à la dernière place, l'Alsacien parvient à dépasser Heikkinen à l'entame du dernier tour puis se hisse en troisième position au moment où Johan Kristoffersson ressort de la portion handicapante du circuit. Auteur du meilleur départ de sa série lors de l'ultime session qualificative, le pilote Peugeot manque son point de freinage dans le premier virage et se voit contraint de s'engager dans le tour Joker pour éviter la sortie de route. Relégué en quatrième position, il échouera à remonter dans le classement malgré plusieurs attaques portées sur Kevin Eriksson.
Septième du classement intermédiaire concluant les phases qualificatives, Sébastien Loeb accède aux demi-finales disputées l'après-midi sur un terrain désormais parfaitement sec. S'élançant de la deuxième ligne, il se porte à la hauteur de la Polo de Kristoffersson et ressort du tour Joker dans les roues du pilote suédois. Malgré plusieurs tentatives de dépassement, il échoue à trouver l'ouverture mais parvient à se hisser en seconde position lorsque Mattias Ekström et Robin Larsson, alors en tête, s'engagent dans la portion handicapante. Il conserve son rang jusqu'à l'arrivée, lui permettant ainsi d'accéder à la finale pour sa première participation. S'élançant depuis la deuxième ligne, il opte de nouveau pour le tour Joker dès la première boucle et abandonne quelques dixièmes dans un contact latéral avec Kristoffersson. Bouchonné par le Suédois à l'instar de la course précédente, il gagne une position avec l'engagement d'Andreas Bakkerud dans la portion handicapante avant de subir des dommages collatéraux engendrés par un accrochage entre son prédécesseur direct et Petter Solberg, leader et vainqueur de l'épreuve. Roue avant gauche pliée, Kristoffersson est contraint à l'abandon tandis que Loeb, transmission cassée, rejoint l'arrivée en cinquième position avec près de trente secondes de retard.
| Catégorie  | N°      | Équipe                   | Équipe              | Équipe              | Voiture         | Voiture         |
| ---------- | ------- | ------------------------ | ------------------- | ------------------- | --------------- | --------------- |
| Supercar   | 9       | Team Peugeot-Hansen      | Team Peugeot-Hansen | Team Peugeot-Hansen | Peugeot 208 WRX | Peugeot 208 WRX |
| Date       | Heure   | Phase                    | Temps               | Tours               | Écart           | Clas.           |
| 16 avr     | 10 h 30 | Essais Libres            | 41 s 548            | 14                  | +0 s 202        | 4e              |
| 16 avr     | 14 h 00 | Heat 1 - Course 1        | 3 min 26 s 793      | 4                   | +4 s 156        | 3e              |
| 16 avr     | 14 h 00 | Heat 1 - Général         | 3 min 26 s 793      | 4                   | +4 s 156        | 5e              |
| 16 avr     | 15 h 45 | Heat 2 - Course 4        | 3 min 12 s 313      | 4                   | +4 s 061        | 5e              |
| 16 avr     | 15 h 45 | Heat 2 - Général         | 3 min 12 s 313      | 4                   | +4 s 061        | 5e              |
| 17 avr     | 9 h 00  | Warm Up                  | 44 s 912            | 2                   | +1 s 535        | 7e              |
| 17 avr     | 10 h 30 | Heat 3 - Course 4        | 3 min 07 s 500      | 4                   | +2 s 066        | 3e              |
| 17 avr     | 10 h 30 | Heat 3 - Général         | 3 min 07 s 500      | 4                   | +4 s 921        | 6e              |
| 17 avr     | 11 h 30 | Heat 4 - Course 3        | 2 min 52 s 227      | 4                   | +2 s 192        | 4e              |
| 17 avr     | 11 h 30 | Heat 4 - Général         | 2 min 52 s 227      | 4                   | +6 s 685        | 9e              |
| 17 avr     | -       | Classement Intermédiaire | -                   | -                   | -               | 7e              |
| 17 avr     | 15 h 00 | Demi-finales - Course 1  | 4 min 10 s 147      | 6                   | +0 s 478        | 2e              |
| 17 avr     | 15 h 40 | Finale                   | 4 min 29 s 298      | 6                   | +25 s 306       | 5e              |
| 17 avr     | -       | Classement Final         | -                   | -                   | -               | 5e              |
| Sources, : |         |                          |                     |                     |                 |                 |

### World RX of Hockenheim 2016
La deuxième étape du mondial a lieu trois semaines plus tard au sein du complexe du Hockenheimring, partageant l'affiche avec la manche d'ouverture de la saison 2016 de DTM.
Sébastien Loeb s'adjuge le cinquième temps des essais libres du vendredi matin, à environ une seconde de la meilleure marque établie par l'Audi S1 de Mattias Ekström. Essuyant après Montalegre un nouveau tirage au sort défavorable dans l'attribution des positions sur la grille de départ, il se retrouve relégué en queue de peloton de sa série lors de la première manche qualificative avant de concéder aussitôt plus de quatre secondes en raison du blocage de la piste par Jean-Baptiste Dubourg, victime d'un tête-à-queue. Il parvient malgré tout à limiter les dégâts en préservant son rang devant Anton Marklund tout au long de la course pour accrocher la troisième place finale. Il réussit le meilleur départ de la seconde session avant d'être percuté par Niclas Grönholm dans le premier virage puis déporté sur le bas-côté de la piste. Il dépasse le jeune Finlandais avec succès dans la deuxième boucle au moment où celui-ci ressort de son tour Joker puis franchit l'arrivée en avant-dernière position, l'écart avec les pilotes de tête étant devenu insurmontable : « D'abord, le tirage au sort m'a donné une position de départ pas évidente : cinquième, à l'extérieur. Avec le premier virage qu'il y a ici, c'est très difficile de s'en sortir quand on est à l'extérieur. Ensuite, le tour Joker ne sert pas à grand-chose ici car ceux qui l'empruntent font les mêmes temps que les autres. Dans ces conditions, si on est bouchonné, impossible de s'en servir pour essayer de doubler. Il n'y a pas vraiment de stratégie à développer et comme c'est très dur de dépasser avec ces voitures sur une petite piste comme celles-là… En première manche, un pilote s'est mis en tête-à-queue devant moi. Dans la seconde, je m'élance bien, je suis en tête à l'extérieur d'un virage et le gars qui était à l'intérieur de moi se rate et vient me pousser. Résumé de tout cela : à chaque fois je fais un premier tour en une minute alors que normalement il faut être en cinquante-six secondes. Quant on perd quatre secondes d'entrée comme ça, on a beau faire trois autres tours corrects ensuite, le résultat n'est pas brillant. »,.
L'Alsacien prend de nouveau le meilleur départ lors de la troisième manche qualificative et parvient rester en tête au moment d'aborder le premier virage en dépit d'une position sur la grille située à l'opposé de la corde. Évoluant sur un rythme soutenu, il creuse l'écart sur ses poursuivants tour après tour et remporte sa première série depuis ses débuts dans le championnat du monde. Il ressort une nouvelle fois en tête au coup d'envoi de la dernière Heat avant de se faire dépasser à la corde du premier virage par Petter Solberg, détenteur d'une position plus avantageuse sur la grille. Il porte aussitôt une attaque sur son ancien rival du championnat WRC et réalise l'intérieur avec succès dans une chicane, les voitures des deux pilotes se heurtant sensiblement dans la manœuvre. Le choc engendre une coupure moteur du Norvégien et le contraint à l'abandon. Loeb se maintient en tête jusqu'à la fin du premier tour pour être finalement dépassé sur le fil par Mattias Ekström lorsque celui-ci ressort de la portion Joker du circuit. Malgré plusieurs attaques portées sur le Suédois, il échoue à trouver l'ouverture et termine second de sa série, les deux hommes se voyant attribuer un chrono général en demi-teinte en raison des secondes perdues dans leur lutte intense : « J’ai vécu concrètement une des particularités du World RX qui peut conditionner un meeting : le tirage au sort. J’imagine que sur l’ensemble de la saison, ça s’équilibre, mais je n’ai pas forcément été très chanceux sur ce coup. J’ai commencé ma première série à l’extérieur et j’ai traîne ça jusqu'en Q3. Je pense que ça m’a fait perdre des points et donc des places. À moi aussi d’arriver à mieux trouver l’ouverture dans le trafic. Je pense que le tour Joker un peu particulier d'Hockenheim n’a pas aidé pour le coup. Le rythme était bon, les sensations étaient au rendez-vous et les départs plutôt pas mal, mais je n’ai réussi à concrétiser qu’en Q3 avec une victoire dans ma série et un bon chrono. En Q4 je me suis bien battu avec Mathias Ekström, mais on a un peu perdu de temps à force de s’expliquer. »,.
Occupant la septième place du classement intermédiaire, le nonuple champion du monde se qualifie pour les demi-finales et se voit attribuer la quatrième position sur la grille de départ. Il dépasse son coéquipier Davy Jeanney dès le coup d'envoi puis entreprend plusieurs manœuvres offensives sur les deux Audi de tête. Jeanney récupère provisoirement la troisième place en sortie de la portion Joker à la fin du premier tour avant de se faire à nouveau déborder par Loeb quelques virages plus loin. L'Alsacien porte aussitôt une attaque sur Mattias Ekström en cherchant l'ouverture à la corde mais se fait déporter sur le bas-côté par le Suédois. Rétrogradé en cinquième position, il tente une nouvelle offensive sur Davy Jeanney et Andreas Bakkerud pour recouvrer les places perdues. Robin Larsson s'engouffre dans l'espace ainsi créé et percute la Peugeot 208 WRX de Loeb. Capot avant enfoncé et reparti en dernière position, l'Alsacien passe sous le drapeau à damiers à la quatrième place, insuffisante pour l'accession à la finale, en profitant d'un problème mécanique de Bakkerud et d'un tête-à-queue de Jeanney à quelques mètres de la ligne d'arrivée : « J’étais à la lutte pour la deuxième place mais après une épingle gauche je me retrouve à l’extérieur avant une épingle droite. C’est là que les ennuis ont débuté. Ça a commencé à frotter plus sérieusement, j’ai pris quelques coups, j’en ai donné aussi parce qu’il faut bien se défendre, mais j’ai fini par monter sur une pile de pneus après une nouvelle poussette qui m’a fait partir à l’équerre. Je n’ai pas baissé les bras et j’ai tenté de revenir mais c’était joué pour la finale. Cette demi-finale était bien virile, les courses de bûcherons ne me dérangent pas plus que ça, mais je pense qu’il ne faut pas qu’on tombe dans l’excès. »,.
| Catégorie  | N°      | Équipe                   | Équipe              | Équipe              | Voiture         | Voiture         |
| ---------- | ------- | ------------------------ | ------------------- | ------------------- | --------------- | --------------- |
| Supercar   | 9       | Team Peugeot-Hansen      | Team Peugeot-Hansen | Team Peugeot-Hansen | Peugeot 208 WRX | Peugeot 208 WRX |
| Date       | Heure   | Phase                    | Temps               | Tours               | Écart           | Clas.           |
| 6 mai      | 9 h 05  | Essais Libres            | 55 s 129            | 13                  | +1 s 043        | 5e              |
| 6 mai      | 13 h 55 | Heat 1 - Course 5        | 3 min 52 s 891      | 4                   | +5 s 375        | 3e              |
| 6 mai      | 13 h 55 | Heat 1 - Général         | 3 min 52 s 891      | 4                   | +5 s 375        | 9e              |
| 6 mai      | 15 h 15 | Heat 2 - Course 3        | 3 min 54 s 391      | 4                   | +2 s 033        | 4e              |
| 6 mai      | 15 h 15 | Heat 2 - Général         | 3 min 54 s 391      | 4                   | +6 s 809        | 14e             |
| 7 mai      | 17 h 25 | Heat 3 - Course 2        | 3 min 47 s 821      | 4                   | -               | 1er             |
| 7 mai      | 17 h 25 | Heat 3 - Général         | 3 min 47 s 821      | 4                   | +2 s 541        | 3e              |
| 7 mai      | 18 h 28 | Heat 4 - Course 4        | 3 min 50 s 176      | 4                   | +0 s 395        | 2e              |
| 7 mai      | 18 h 28 | Heat 4 - Général         | 3 min 50 s 176      | 4                   | +4 s 306        | 7e              |
| 7 mai      | -       | Classement Intermédiaire | -                   | -                   | -               | 7e              |
| 8 mai      | 11 h 00 | Warm Up                  | Annulé              | Annulé              | Annulé          | Annulé          |
| 8 mai      | 11 h 10 | Demi-finales - Course 1  | 5 min 52 s 993      | 6                   | +5 s 891        | 4e              |
| 8 mai      | 11 h 40 | Finale                   | Non qualifié        | Non qualifié        | Non qualifié    | Non qualifié    |
| 8 mai      | -       | Classement Final         | -                   | -                   | -               | 10e             |
| Sources, : |         |                          |                     |                     |                 |                 |

### KapazaWorld RX of Belgium 2016
Le calendrier mondial s'enchaîne à un rythme soutenu avec une escale en Belgique dès le week-end suivant sur le circuit Jules Tacheny, à Mettet.
Sébastien Loeb signe le troisième temps des essais libres du samedi matin, pointant à moins de deux dixièmes du chrono de référence de Johan Kristoffersson. Après deux meetings marqués par une position extérieure sur la grille de départ des manches qualificatives, l'Alsacien remporte cette fois-ci un tirage au sort favorable lui assurant la pole lors de la première session. Auteur d'une prise d'envol optimale, il résiste à la pression de Robin Larsson et se porte en tête dès le premier virage pour ne plus la céder jusqu'à la ligne d'arrivée, creusant progressivement un écart de plus de trois secondes sur son poursuivant direct Davy Jeanney et signant un chrono suffisant pour remporter sa première victoire générale en qualification. Parti une nouvelle fois en pole de sa série lors de la deuxième manche, Loeb réalise le meilleur départ et prend aussitôt la tête. Toujours en première position à l'entame de la dernière boucle, il manque un point de freinage et sort trop large dans une longue courbe au moment d'emprunter son tour Joker. Johan Kristoffersson profite de l'ouverture pour réaliser l'intérieur sur l'Alsacien et le percute latéralement dans la manœuvre. Heurtant une pile de pneus à la suite du contact, Loeb rétrograde en avant-dernière position avant de passer sous le drapeau à damiers pour sécuriser le septième temps général : « Le tirage au sort m’a permis de partir en pole de la Q1, il ne fallait pas manquer cette opportunité. J’ai pris un bon départ et j’ai pu remporter ma première série depuis mon arrivée en World RX. Ça fait toujours plaisir. J’aurais pu enchaîner dans la Q2 avec à nouveau la première place, mais j’ai commis une faute dans mon tour joker. Et justement, j’ai joué mon joker à ce moment-là puisque cela m’a limité au septième temps. ».
Le lendemain, lors de la troisième manche qualificative, le nonuple champion du monde ressort en tête à l'issue du coup d'envoi  et dépose le poleman Jānis Baumanis dès les premiers mètres pour s'engouffrer seul à l'intérieur du premier virage. Il remporte sa série avec près de quatre secondes d'avance et signe le troisième temps général. Positionné en milieu de grille pour les besoins de l'ultime Heat, il réalise l'intérieur à la corde sur Mattias Ekström dans la première courbe dont il ressort en deuxième position, devancé par Petter Solberg. Optant prématurément pour le tour Joker, il cède provisoirement son rang à son coéquipier Timmy Hansen avant de le récupérer dans la dernière boucle au moment où le Suédois emprunte à son tour la portion handicapante du circuit. Il franchit la ligne d'arrivée à la seconde place de sa série et du classement général : « Je ne devais pas me manquer dans la Q3 pour ne pas me mettre en danger dans l’optique de la qualification en demi. Ça s’est plutôt bien passé, tout comme la Q4 où j’étais en piste avec Mattias Ekström et Petter Solberg. Un bon test ! ».
Ses résultats en qualifications lui permettent d'accéder à nouveau aux demi-finales et de s'y hisser en première ligne. S'élançant aux côtés de Mattias Ekström, il réalise le meilleur départ mais doit céder la tête au Scandinave à l'issue du premier virage, son adversaire bénéficiant d'une trajectoire initiale plus proche de la corde. Les deux hommes s'échappent progressivement aux avant-postes, Loeb conservant sa seconde place le qualifiant automatiquement pour la finale : « La plus grosse frayeur aura été dans les premiers mètres de cette demi-finale : j’ai été un peu poussé, un peu dans la poussière, je touche un pneu et je me retrouve sur deux roues ! Ça a basculé du bon côté et j’ai pu terminer derrière Ekström pour rejoindre la finale. ». Le coup d'envoi est donné vingt minutes plus tard. Parti depuis la deuxième ligne intérieure, l'Alsacien réalise un départ en demi-teinte et reste devancé par ses deux rivaux Ekström et Solberg tandis qu'Anton Marklund se hisse de la dernière à la deuxième position en débordant l'ensemble du peloton par l'extérieur dans le premier virage. Désormais quatrième, Loeb gagne un rang dans le classement lorsque Solberg s'engouffre dans la section Joker à la fin du premier tour avant de reprendre Marklund, victime d'un tête-à-queue, quelques mètres plus loin. Poursuivant sa course sur un rythme soutenu, il conserve sa deuxième place sur le fil devant Solberg au moment d'emprunter à son tour la portion handicapante du circuit puis franchit la ligne d'arrivée à quelques longueurs de Ekström pour signer le premier podium mondial de sa carrière dans la discipline. Les points associés à ce résultat lui permettent de se hisser à la quatrième place du championnat Pilotes : « En finale, tout s’est joué au départ. Je ne prends pas un mauvais envol mais Ekström part mieux et avec une piste claire il creuse l’écart. L’écart à la fin du premier tour est quasiment le même qu’à l’arrivée. J’étais dans un meilleur rythme ensuite, et je devais attaquer fort pour finir devant Solberg. Nous étions dans une stratégie différente au niveau du Joker Lap et finalement j’arrive à terminer deuxième. C’est une vraie satisfaction et une première récompense pour tout le travail effectué par Peugeot Sport et le Team Peugeot-Hansen depuis le début de l’année. Ce podium doit nous lancer ! »,.
| Catégorie  | N°      | Équipe                   | Équipe              | Équipe              | Voiture         | Voiture         |
| ---------- | ------- | ------------------------ | ------------------- | ------------------- | --------------- | --------------- |
| Supercar   | 9       | Team Peugeot-Hansen      | Team Peugeot-Hansen | Team Peugeot-Hansen | Peugeot 208 WRX | Peugeot 208 WRX |
| Date       | Heure   | Phase                    | Temps               | Tours               | Écart           | Clas.           |
| 14 mai     | 9 h 00  | Essais Libres            | 40 s 128            | 12                  | +0 s 179        | 3e              |
| 14 mai     | 12 h 30 | Heat 1 - Course 4        | 2 min 47 s 474      | 4                   | -               | 1er             |
| 14 mai     | 12 h 30 | Heat 1 - Général         | 2 min 47 s 474      | 4                   | -               | 1er             |
| 14 mai     | 15 h 00 | Heat 2 - Course 4        | 2 min 47 s 610      | 4                   | +3 s 025        | 4e              |
| 14 mai     | 15 h 00 | Heat 2 - Général         | 2 min 47 s 610      | 4                   | +3 s 025        | 7e              |
| 15 mai     | 8 h 30  | Warm Up                  | 39 s 309            | 1                   | +0 s 136        | 3e              |
| 15 mai     | 10 h 00 | Heat 3 - Course 3        | 2 min 44 s 799      | 4                   | -               | 1er             |
| 15 mai     | 10 h 00 | Heat 3 - Général         | 2 min 44 s 799      | 4                   | +1 s 510        | 3e              |
| 15 mai     | 11 h 15 | Heat 4 - Course 4        | 2 min 45 s 108      | 4                   | +1 s 330        | 2e              |
| 15 mai     | 11 h 15 | Heat 4 - Général         | 2 min 45 s 108      | 4                   | +1 s 330        | 2e              |
| 15 mai     | -       | Classement Intermédiaire | -                   | -                   | -               | 3e              |
| 15 mai     | 15 h 00 | Demi-finales - Course 1  | 4 min 04 s 015      | 6                   | +1 s 737        | 2e              |
| 15 mai     | 15 h 40 | Finale                   | 4 min 01 s 493      | 6                   | +2 s 526        | 2e              |
| 15 mai     | -       | Classement Final         | -                   | -                   | -               | 2e              |
| Sources, : |         |                          |                     |                     |                 |                 |

### World RX of Great Britain 2016
La quatrième manche du championnat, correspondant au meeting britannique, se déroule deux semaines plus tard sur le circuit de Lydden Hill, berceau emblématique du rallycross où la discipline naquit le 4 février 1967.
Sébastien Loeb établit le neuvième temps des essais libres du samedi matin, à six dixièmes du chrono de référence d'Andreas Bakkerud. Écopant d'un tirage au sort lui attribuant une place sur le milieu de grille de la première manche qualificative, il sécurise la troisième place à l'issue du coup d'envoi et opte aussitôt pour la section Joker, imité par son coéquipier Timmy Hansen et Toomas Heikkinen. Poursuivant l'offensive, il enchaîne les records du tour et se hisse en seconde position en passant devant Bakkerud au moment où le Norvégien emprunte la partie étendue du circuit. Victime d'une coupure électrique de sa Peugeot 208 WRX quelques mètres plus loin, il abandonne une dizaine de secondes qui lui coûtent une probable victoire dans sa série ainsi qu'une place dans le trio de tête général, et se retrouve relégué dans les profondeurs du classement. Deuxième au départ de la seconde manche, il s'engouffre à nouveau directement dans la portion handicapante du circuit puis adopte un rythme soutenu. Il se hisse en tête au détriment de Ken Block dans la dernière boucle lorsque l'Américain se voit contraint d'emprunter à son tour la portion Joker, et clôt ainsi la première journée de compétition par une victoire.
Parti depuis la position la plus extérieure et handicapante sur la grille de la troisième manche, l'Alsacien s'engouffre aussitôt dans le tour Joker, à la lutte contre Mattias Ekström et Andreas Bakkerud, avant de se faire projeter sur le bas-côté de la piste par le Norvégien. Désormais dernier et accusant un retard de plusieurs secondes sur ses adversaires, insurmontable à la régulière, il poursuit sa course avec l'objectif de limiter les dégâts avant d'être coupé dans son élan par une crevaison dans le dernier tour. Titulaire de la pole position de sa série lors de l'ultime session qualificative, il réalise le meilleur départ face à Julian Godfrey et Anton Marklund puis s'échappe progressivement en tête. Il reste en tête de bout en bout jusqu'au drapeau à damiers et remporte sa deuxième victoire du meeting, mais l'assèchement progressif de la piste pour les séries suivantes l'empêche de réaliser un temps global satisfaisant.
Dixième du classement général intermédiaire, Loeb sauve sur le fil sa qualification pour les demi-finales malgré des résultats en demi-teinte. S'élançant de la dernière ligne de la grille de départ, il soigne sa prise d'élan et se porte à la hauteur de Johan Kristoffersson au moment d'aborder le premier virage. Contraint d'emprunter une trajectoire extérieure, il ne peut se rabattre à temps et ressort en quatrième position. Bouchonné par Timur Timerzyanov, l'Alsacien opte pour le tour Joker dès l'entame de la deuxième boucle et rétrograde à la dernière place. Victime de coupures moteur à répétition, il perd peu à peu le contact avec ses adversaires. La sortie de piste de Kristoffersson, parti à la faute sur une erreur de freinage, lui offre la cinquième position qu'il conservera jusqu'à l'arrivée mais qui restera insuffisante pour accéder à la finale : « Ma demi-finale n’a pas été facile avec un départ où j’aurais surement pu, ou dû, être plus agressif. J’ai ensuite connu quelques coupures alors que la qualification en finale était déjà relativement compromise. Clairement, ne pas être en finale, c’est une déception pour moi. Lydden Hill n’a donc pas été une bonne opération mathématique. Dommage car la 208 WRX était à nouveau performante, la présence de Timmy et Kevin Hansen en finale le montre. »,.
| Catégorie  | N°      | Équipe                   | Équipe              | Équipe              | Voiture         | Voiture         |
| ---------- | ------- | ------------------------ | ------------------- | ------------------- | --------------- | --------------- |
| Supercar   | 9       | Team Peugeot-Hansen      | Team Peugeot-Hansen | Team Peugeot-Hansen | Peugeot 208 WRX | Peugeot 208 WRX |
| Date       | Heure   | Phase                    | Temps               | Tours               | Écart           | Clas.           |
| 28 mai     | 9 h 00  | Essais Libres            | 42 s 579            | 19                  | +0 s 634        | 9e              |
| 28 mai     | 12 h 00 | Heat 1 - Course 5        | 3 min 05 s 375      | 4                   | +9 s 779        | 5e              |
| 28 mai     | 12 h 00 | Heat 1 - Général         | 3 min 05 s 375      | 4                   | +10 s 779       | 17e             |
| 28 mai     | 14 h 30 | Heat 2 - Course 2        | 2 min 55 s 970      | 4                   | -               | 1er             |
| 28 mai     | 14 h 30 | Heat 2 - Général         | 2 min 55 s 970      | 4                   | +2 s 338        | 5e              |
| 29 mai     | 10 h 30 | Warm Up                  | 41 s 833            | 2                   | +0 s 837        | 5e              |
| 29 mai     | 11 h 00 | Heat 3 - Course 5        | 3 min 01 s 731      | 4                   | +9 s 434        | 5e              |
| 29 mai     | 11 h 00 | Heat 3 - Général         | 3 min 01 s 731      | 4                   | +9 s 434        | 19e             |
| 29 mai     | 12 h 00 | Heat 4 - Course 1        | 2 min 57 s 388      | 4                   | -               | 1er             |
| 29 mai     | 12 h 00 | Heat 4 - Général         | 2 min 57 s 388      | 4                   | +4 s 339        | 8e              |
| 29 mai     | -       | Classement Intermédiaire | -                   | -                   | -               | 10e             |
| 29 mai     | 15 h 00 | Demi-finales - Course 2  | 4 min 26 s 391      | 6                   | +9 s 929        | 5e              |
| 29 mai     | 15 h 40 | Finale                   | Non qualifié        | Non qualifié        | Non qualifié    | Non qualifié    |
| 29 mai     | -       | Classement Final         | -                   | -                   | -               | 10e             |
| Sources, : |         |                          |                     |                     |                 |                 |

### NAF World RX of Norway 2016
Le mondial se poursuit deux semaines plus tard avec la première partie d'un diptyque scandinave organisée sur le tracé norvégien de Lånkebanen, à proximité de la ville de Hell.
Sébastien Loeb signe le troisième temps des essais libres du vendredi, à six dixièmes de la meilleure marque établie par Timur Timerzyanov. Une deuxième session est organisée le lendemain matin, toujours dominée par le pilote russe et à l'issue de laquelle l'Alsacien se classe dixième. Subissant une nouvelle fois un tirage au sort peu favorable, il écope d'une position extérieure sur la grille de départ de la première manche qualificative et s'engouffre aussitôt dans la partie Joker, imité par Robin Larsson et Niclas Grönholm et dont il ressort troisième. Il manque à quelques mètres près de prendre le dessus sur Petter Solberg lorsque le Norvégien emprunte à son tour la portion handicapante du tracé, puis se hisse finalement en seconde position en dépassant Reinis Nitišs dans la dernière boucle. Loeb réitère sa stratégie lors de la deuxième session en optant aussitôt pour le tour Joker. Pointant en troisième position, il adopte un rythme agressif et parvient à prendre le dessus sur les deux leaders, Jānis Baumanis et Toomas Heikkinen, dans la dernière boucle lorsque ceux-ci ressortent de la partie handicapante du circuit. Il remporte sa série avec le troisième temps général et remonte à la quatrième place du classement provisoire de la première journée.
L'Alsacien prend le meilleur départ de sa série lors de la troisième manche qualificative et opte immédiatement pour le tour Joker. Brutalement percuté à l'arrière par Timur Timerzyanov, il manque de sortir de la piste et parvient à repasser devant le pilote russe en recroisant la trajectoire. Pointant à la quatrième place provisoire, il se retrouve un temps bloqué derrière Baumanis, plus lent, avant que le Letton ne soit à son tour contraint d'emprunter la partie Joker, puis se hisse de façon similaire en seconde position au détriment de son coéquipier Timmy Hansen dans la dernière boucle. Auteur une nouvelle fois d'un départ réussi lors de l'ultime session qualificative, il accroche la deuxième place en sortie du premier virage derrière Andreas Bakkerud, dont la Ford Focus se révèle intouchable depuis le début de l'épreuve. Il parvient à conserver son rang jusqu'au dernier tour avant de se faire passer in extremis par Petter Solberg en sortie de la section Joker.
Troisième du classement intermédiaire général, Sébastien Loeb décroche la première ligne de sa demi-finale. Il se lance aussitôt dans la portion handicapante du circuit à l'issue d'un départ moyen et pointe en cinquième position. Il dépasse coup sur coup Toomas Heikkinen puis Johan Kristoffersson au moment où ceux-ci empruntent à leur tour la partie Joker et manque de quelques mètres de réaliser la même opération sur Timmy Hansen. Il franchit la ligne d'arrivée en troisième position, synonyme de qualification pour la finale depuis la dernière ligne. L'Alsacien manque son coup d'envoi et opte immédiatement pour le tour Joker. Bon dernier, il échoue in extremis à prendre le dessus sur Solberg lorsque le Norvégien ressort de la partie lente du tracé, et poursuit sa course sur un rythme assuré. Il hérite finalement de la cinquième place dans la dernière boucle en profitant d'un incident mécanique affectant la Ford Focus de Timerzyanov. Ses résultats significatifs en qualification lui permettent néanmoins de marquer suffisamment de points pour se hisser au troisième rang du championnat Pilotes,.
| Catégorie  | N°      | Équipe                   | Équipe              | Équipe              | Voiture         | Voiture         |
| ---------- | ------- | ------------------------ | ------------------- | ------------------- | --------------- | --------------- |
| Supercar   | 9       | Team Peugeot-Hansen      | Team Peugeot-Hansen | Team Peugeot-Hansen | Peugeot 208 WRX | Peugeot 208 WRX |
| Date       | Heure   | Phase                    | Temps               | Tours               | Écart           | Clas.           |
| 10 juin    | 18 h 00 | Essais Libres 1          | 38 s 709            | 11                  | +0 s 610        | 3e              |
| 11 juin    | 9 h 00  | Essais Libres 2          | 38 s 519            | 7                   | +0 s 723        | 10e             |
| 11 juin    | 11 h 45 | Heat 1 - Course 2        | 2 min 41 s 827      | 4                   | +0 s 580        | 2e              |
| 11 juin    | 11 h 45 | Heat 1 - Général         | 2 min 41 s 827      | 4                   | +2 s 455        | 7e              |
| 11 juin    | 15 h 15 | Heat 2 - Course 3        | 2 min 41 s 451      | 4                   | -               | 1er             |
| 11 juin    | 15 h 15 | Heat 2 - Général         | 2 min 41 s 451      | 4                   | +1 s 507        | 3e              |
| 12 juin    | 8 h 30  | Warm Up                  | Annulé              | Annulé              | Annulé          | Annulé          |
| 12 juin    | 10 h 00 | Heat 3 - Course 4        | 2 min 40 s 997      | 4                   | +0 s 905        | 2e              |
| 12 juin    | 10 h 00 | Heat 3 - Général         | 2 min 40 s 997      | 4                   | +0 s 905        | 2e              |
| 12 juin    | 11 h 45 | Heat 4 - Course 4        | 2 min 41 s 027      | 4                   | +2 s 125        | 3e              |
| 12 juin    | 11 h 45 | Heat 4 - Général         | 2 min 41 s 027      | 4                   | +2 s 125        | 4e              |
| 12 juin    | -       | Classement Intermédiaire | -                   | -                   | -               | 3e              |
| 12 juin    | 15 h 00 | Demi-finales - Course 1  | 3 min 58 s 382      | 6                   | +2 s 127        | 3e              |
| 12 juin    | 15 h 40 | Finale                   | 4 min 03 s 152      | 6                   | +4 s 511        | 5e              |
| 12 juin    | -       | Classement Final         | -                   | -                   | -               | 5e              |
| Sources, : |         |                          |                     |                     |                 |                 |

### Volkswagen World RX of Sweden 2016
La manche suédoise, organisée le premier week-end de juillet 2016 sur le circuit de Höljesbanan, marque la mi-saison du championnat du monde et constitue de l'avis des pilotes l'une des épreuves phare de la discipline en raison de son tracé complexe, l'un des rares que Sébastien Loeb eut l'occasion de découvrir préalablement lors d'une séance de tests : « C’est la première fois de la saison que je vais aborder une piste que je connais déjà. C’est un très beau circuit, mais mes adversaires nordiques le connaissent très bien aussi puisqu'ils y tournent régulièrement. J’ai pu le constater lors d’une séance d’essais menée en leur compagnie. C’est un circuit compliqué car il y a beaucoup de virages cachés, et c’est difficile d’être bien placé partout. »,.
Douzième des premiers essais libres disputés le vendredi après-midi, à une seconde de Petter Solberg, l'Alsacien parvient à décrocher le septième temps de la deuxième session parcourue le lendemain matin sur une piste détrempée, concédant un écart similaire sur le chrono de référence établi par son coéquipier Timmy Hansen. Le tirage au sort de la grille de la première manche qualificative lui confère une position favorable. Auteur du meilleur départ, il se hisse rapidement en tête à l'issue de la première courbe et creuse progressivement l'écart sur ses adversaires. Enchaînant les records du tour, il remporte sa série et s'impose au classement général pour la deuxième fois de sa carrière : « Ça a été, pas d'erreur. J'ai assuré un peu car je ne voulais pas faire d'erreur, c'est piégeux dans ces conditions de piste asséchante. ». Parti en pole position au départ de la seconde session qualificative, Loeb opte aussitôt pour le tour Joker avant de partir en tête-à-queue par manque de visibilité sur une piste détrempée et de heurter le rail de sécurité. Abandonnant près de quinze secondes dans la mésaventure, il parvient à rejoindre l'arrivée en dépit d'une crevaison et se classe en avant-dernière position sur la feuille des temps : « Après de bons tests, nous avons globalement été plutôt performants. La voiture se comportait bien, mieux que lors des dernières manches. J’ai réussi à gagner ma première série. Dans la deuxième, avec les pluies diluviennes et la boue, je ne voyais rien à la sortie du tour Joker et j’ai fait une erreur ; je pars en tête à queue et je touche le rail. ».
Le nonuple champion du mondes des rallyes prend le meilleur départ de la troisième manche et s'empare du leadership dès les premiers mètres pour ne plus le quitter. Augmentant sa marge tour après tour sur ses adversaires, il remporte sa série et signe un chrono global suffisant pour s'adjuger la troisième position du classement général. Pris en tenaille entre Mattias Ekström et Petter Solberg au coup d'envoi de l'ultime session qualificative, l'Alsacien se retrouve déporté sur le bas-côté et subit une crevaison à l'avant-droit. Incapable de maintenir un rythme suffisant, il termine dernier de sa série, treize secondes derrière le vainqueur Andreas Bakkerud.
Malgré deux mauvais résultats qualificatifs, Sébastien Loeb parvient à limiter les dégâts au classement intermédiaire final en pointant à la quatrième place, suffisante pour lui garantir la première ligne au départ de sa demi-finale. Auteur d'un départ moyen, il conserve son deuxième rang derrière Bakkerud en sortie du premier virage. Évoluant sur un rythme supérieur, il entreprend plusieurs tentatives de dépassement sur le Norvégien mais sans parvenir à trouver l'ouverture, le tracé du Höljesbanan rendant cet exercice très rare. Il franchit la ligne d'arrivée en seconde position et accède à la finale. Au départ, Loeb rate sa prise d'élan et se retrouve encerclé par les pilotes du peloton dans la première ligne droite. Résistant à la pression exercée par ses adversaires, il se fraie un passage pour se hisser en seconde position en sortie de la première chicane. Il se porte rapidement à la hauteur du leader Timmy Hansen et entreprend une manœuvre de dépassement avant de sortir brusquement de sa trajectoire afin d'éviter le contact avec son coéquipier. Anton Marklund profite de l'ouverture ainsi créée pour s'emparer de la seconde place. Bouchonné par le pilote suédois, Loeb récupère finalement son rang lorsque son adversaire s'engouffre dans le tour Joker avant de le céder à nouveau au bénéfice d'Andreas Bakkerud au moment de parcourir à son tour la portion handicapante du circuit. Désormais troisième, l'Alsacien profite in extremis d'un problème mécanique frappant Hansen à quelques mètres de l'arrivée, roues bloquées, pour passer sous le drapeau à damiers en seconde position. Égalant sa performance réalisée deux mois plus tôt à Mettet, il rétrograde néanmoins au quatrième rang du classement mondial au profit du vainqueur du jour : « En finale, je suis Timmy. On est dans un bon rythme tous les deux avant qu’il ne fasse une petite erreur. En l’évitant j’ai fini plus qu’à la corde et perdu beaucoup de temps. J’ai essayé de rester propre jusqu'à la fin et ça n’a pas trop mal fonctionné. Je pensais faire troisième, mais je passe finalement Timmy qui a eu un problème avec le frein à main juste avant l’arrivée. Au final, je décroche un nouveau podium avec la deuxième place finale et de bons points, mais j’ai comme un petit goût d’inachevé. Je pense que nous pouvions faire mieux. »,.
| Catégorie  | N°      | Équipe                   | Équipe              | Équipe              | Voiture         | Voiture         |
| ---------- | ------- | ------------------------ | ------------------- | ------------------- | --------------- | --------------- |
| Supercar   | 9       | Team Peugeot-Hansen      | Team Peugeot-Hansen | Team Peugeot-Hansen | Peugeot 208 WRX | Peugeot 208 WRX |
| Date       | Heure   | Phase                    | Temps               | Tours               | Écart           | Clas.           |
| 1er juil   | 18 h 00 | Essais Libres 1          | 46 s 863            | 7                   | +1 s 158        | 12e             |
| 2 juil     | 9 h 30  | Essais Libres 2          | 50 s 268            | 7                   | +1 s 205        | 7e              |
| 2 juil     | 13 h 30 | Heat 1 - Course 3        | 3 min 23 s 875      | 4                   | -               | 1er             |
| 2 juil     | 13 h 30 | Heat 1 - Général         | 3 min 23 s 875      | 4                   | -               | 1er             |
| 2 juil     | 16 h 00 | Heat 2 - Course 4        | 3 min 42 s 998      | 4                   | +16 s 402       | 5e              |
| 2 juil     | 16 h 00 | Heat 2 - Général         | 3 min 42 s 998      | 4                   | +16 s 402       | 18e             |
| 3 juil     | 8 h 30  | Warm Up                  | Annulé              | Annulé              | Annulé          | Annulé          |
| 3 juil     | 10 h 00 | Heat 3 - Course 1        | 3 min 10 s 827      | 4                   | -               | 1er             |
| 3 juil     | 10 h 00 | Heat 3 - Général         | 3 min 10 s 827      | 4                   | +2 s 469        | 3e              |
| 3 juil     | 11 h 00 | Heat 4 - Course 4        | 3 min 26 s 103      | 4                   | +13 s 347       | 5e              |
| 3 juil     | 11 h 00 | Heat 4 - Général         | 3 min 26 s 103      | 4                   | +13 s 347       | 14e             |
| 3 juil     | -       | Classement Intermédiaire | -                   | -                   | -               | 4e              |
| 3 juil     | 15 h 00 | Demi-finales - Course 2  | 4 min 42 s 348      | 6                   | +1 s 035        | 2e              |
| 3 juil     | 15 h 40 | Finale                   | 4 min 43 s 742      | 6                   | +3 s 128        | 2e              |
| 3 juil     | -       | Classement Final         | -                   | -                   | -               | 2e              |
| Sources, : |         |                          |                     |                     |                 |                 |

### World RX of Canada 2016
La seconde moitié du championnat débute un mois plus tard avec la première manche de la saison située en dehors du continent européen, sur le circuit Trois-Rivières de la commune éponyme.
Sébastien Loeb signe le onzième temps des essais libres du samedi matin, concédant environ huit dixièmes sur la meilleure marque de Petter Solberg. Malchanceux lors du tirage au sort déterminant la grille des différentes séries de la première manche qualificative, il s'élance bon dernier et parvient à se hisser au troisième rang à l'issue de la première courbe. Il distance rapidement ses poursuivants et se porte au contact de son coéquipier Timmy Hansen qu'il dépasse au milieu du troisième tour. Il franchit l'arrivée en seconde position, mais le temps perdu dans le trafic du peloton en début d'épreuve l'empêche de réaliser un chrono général satisfaisant. Auteur du meilleur départ lors de la deuxième manche, il conserve la tête in extremis face à Toomas Heikkinen en entrée du premier virage avant d'imposer son rythme et de creuser progressivement l'écart sur ses poursuivants. Leader de bout en bout, il remporte sa série et signe le troisième temps général.
Loeb réalise un départ moyen lors de la troisième session qualificative avant d'hériter de la tête à la suite d'un contact entre Petter Solberg et Timur Timerzyanov dans le premier virage. Il reste en tête jusqu'au drapeau à damiers et réalise le deuxième chrono général. Auteur d'un nouveau départ en retrait lors de l'ultime manche, il se retrouve aussitôt pris en sandwich entre Johan Kristoffersson et Mattias Ekström puis relégué en quatrième position consécutivement au choc. Il parvient à renouer le contact avec les pilotes de tête et réalise l'intérieur sur Andreas Bakkerud lorsque les deux hommes empruntent le tour Joker. Alors troisième, l'Alsacien se retrouve bloqué par Toomas Heikkinen, victime d'un tête-à-queue en plein milieu de la piste, peu avant l'arrivée et rétrograde en quatrième position. Les deux contacts subis dans cette dernière série lui coûtent plusieurs secondes et se traduisent par le douzième temps général : « Les qualifications à Trois-Rivières ont été mitigées. Le premier run a été moyen, les deux suivants plutôt bons avec les troisième et deuxième places, mais dans le dernier je me fais accrocher. Cela a forcément eu un impact sur le classement général et donc sur la position de départ pour la demi-finale. ».
Cinquième du classement intermédiaire, à un point du quatuor de tête, Loeb accède aux demi-finales avec une place sur la deuxième ligne de la grille. Sa phase d'accélération initiale se révèle une nouvelle fois insuffisante en comparaison de celle de ses adversaires. Victime de la destruction d'une partie de son pare-chocs avant à la suite d'un contact avec Anton Marklund, il ressort de la première chicane en quatrième position avant de s'engouffrer aussitôt dans la portion Joker. Bouchonné par la Ford Focus de Ken Block et contraint de ralentir en raison de l'activation du drapeau jaune, déclenchée par la sortie de route de Niclas Grönholm, il perd peu à peu le contact avec les hommes de tête. Il franchit la ligne d'arrivée au quatrième rang, insuffisant pour accéder à la finale, et rétrograde à la cinquième place du championnat Pilotes : « Le départ a été correct, sans plus, je me suis retrouvé dans la poussière et je n’ai jamais vraiment été en mesure de lutter pour passer en finale. C’était donc une déception. Nous avions un déficit au niveau performance pure, notamment sur la longue ligne droite du départ. Mon coéquipier Timmy Hansen a été repêché en finale et la pluie est arrivée. Ça a nivelé les performances et il a su tirer son épingle du jeu. Bravo à lui. C’est une victoire qui fait du bien au team mais cela ne doit pas masquer le reste du week-end. »,.
| Catégorie  | N°      | Équipe                   | Équipe              | Équipe              | Voiture         | Voiture         |
| ---------- | ------- | ------------------------ | ------------------- | ------------------- | --------------- | --------------- |
| Supercar   | 9       | Team Peugeot-Hansen      | Team Peugeot-Hansen | Team Peugeot-Hansen | Peugeot 208 WRX | Peugeot 208 WRX |
| Date       | Heure   | Phase                    | Temps               | Tours               | Écart           | Clas.           |
| 6 aoû      | 9 h 00  | Essais Libres 1          | 48 s 219            | 23                  | +0 s 839        | 11e             |
| 6 aoû      | 11 h 00 | Essais Libres 2          | Annulé              | Annulé              | Annulé          | Annulé          |
| 6 aoû      | 14 h 00 | Heat 1 - Course 4        | 3 min 26 s 397      | 4                   | +2 s 188        | 2e              |
| 6 aoû      | 14 h 00 | Heat 1 - Général         | 3 min 26 s 397      | 4                   | +2 s 188        | 8e              |
| 6 aoû      | 16 h 15 | Heat 2 - Course 3        | 3 min 23 s 603      | 4                   | -               | 1er             |
| 6 aoû      | 16 h 15 | Heat 2 - Général         | 3 min 23 s 603      | 4                   | +1 s 487        | 3e              |
| 7 aoû      | 8 h 25  | Warm Up                  | 49 s 051            | 2                   | +1 s 960        | 12e             |
| 7 aoû      | 9 h 30  | Heat 3 - Course 4        | 3 min 21 s 809      | 4                   | -               | 1er             |
| 7 aoû      | 9 h 30  | Heat 3 - Général         | 3 min 21 s 809      | 4                   | +0 s 208        | 2e              |
| 7 aoû      | 11 h 30 | Heat 4 - Course 4        | 3 min 27 s 847      | 4                   | +4 s 978        | 4e              |
| 7 aoû      | 11 h 30 | Heat 4 - Général         | 3 min 27 s 847      | 4                   | +6 s 900        | 12e             |
| 7 aoû      | -       | Classement Intermédiaire | -                   | -                   | -               | 5e              |
| 7 aoû      | 15 h 00 | Demi-finales - Course 1  | 5 min 07 s 867      | 6                   | +10 s 175       | 4e              |
| 7 aoû      | 15 h 40 | Finale                   | Non qualifié        | Non qualifié        | Non qualifié    | Non qualifié    |
| 7 aoû      | -       | Classement Final         | -                   | -                   | -               | 9e              |
| Sources, : |         |                          |                     |                     |                 |                 |

### Bretagne World RX of France 2016
Après une nouvelle pause de quatre semaines, le calendrier mondial met le cap sur le circuit de Lohéac, unique tracé de la saison que Sébastien Loeb eut l'occasion d'expérimenter auparavant en compétition lors d'une pige en 2013. Une séance d'essais privée est organisée quelques jours avant le départ avec Peugeot sur le circuit de Lessay, similaire en termes de revêtement et de typographie, dans le but de réduire le déficit de performance constatée sur la 208 WRX par rapport à la concurrence : « On n'est pas loin du niveau de performance qu'il nous faut, donc j'espère que les petites choses qu'on a changées ici nous aideront à être dans la lutte ici. Pour le moment, je suis allé souvent dans la lutte. Ce n'est pas facile d'y être, on est bien sur certains circuits et on souffre un peu plus sur d'autres. Je pense qu'on doit travailler sur la voiture, on n'est pas encore complètement dans le jeu alors on essaie de trouver des solutions. ». Faisant office de manche nationale pour l'Alsacien et la marque au Lion, l'épreuve d'Ille-et-Vilaine arbore également une liste d'engagement record pour la saison s'élevant à plus de trente pilotes inscrits en catégorie reine,,.
Loeb se classe quatrième des essais libres du samedi matin, concédant trois dixièmes sur le temps de référence établi par Andreas Bakkerud. Le tirage au sort déterminant les grilles de la première manche qualificative lui sourit pour la première fois de la saison. S'élançant de la pole position, il rate son envol et rétrograde à la cinquième place avant qu'un drapeau rouge déclenché par la sortie de piste de Timur Timerzyanov à la suite d'un contact avec Yann Le Jossec ne vienne réinitialiser la course. Il prend le meilleur départ lors du deuxième coup d'envoi et se porte aussitôt en tête, creusant progressivement l'écart sur ses poursuivants. Il remporte sa série et signe le deuxième temps général à quatre dixièmes de Mattias Ekström. Auteur d'une prise d'envol en demi-teinte lors de la deuxième session, il parvient à dépasser Andreas Bakkerud et son coéquipier Timmy Hansen dans les premiers virages pour se hisser en seconde position. Consolidant son rang tour après tour, il commet une erreur en sortant trop large dans la dernière courbe précédant la ligne d'arrivée, en sortie de la section Joker, et rétrograde à la quatrième place de sa série. Son chrono général satisfaisant lui permet néanmoins de limiter les dégâts et de pointer en troisième position à l'issue de la première journée de compétition : « En essais libres, ça n’a pas été facile de trouver le rythme et les bons réglages. J’y suis arrivé malgré tout avec un bon équilibre pour les deux Heat du samedi. Deuxième en Heat 1, sixième en Heat 2 mais cela s’explique par un portière contre portière avec Bakkerud. Je savais donc expliquer les deux secondes perdues. ».
Des averses matinales à répétition bouleversent radicalement les conditions de piste du lendemain, les portions de terre se transformant progressivement en champ de boue. Auteur du meilleur départ de sa série lors de la troisième manche, Sébastien Loeb parcourt l'ensemble du premier tour en tête avant d'être confronté à la dégradation du comportement de sa voiture en raison du revêtement détrempé. En perte de rythme, il rétrograde en quatrième position et établit un chrono général au-delà de la dixième place. L'Alsacien rate son envol lors de l'ultime session qualificative et ressort du premier virage en queue de peloton. Bouchonné par Reinis Nitišs, il échoue à prendre le dessus sur le pilote letton en raison de la typologie du circuit limitant drastiquement les manœuvres de dépassement et des conditions de route supprimant l'effet handicapant de la section Joker. Il termine quatrième de sa série mais parvient à limiter son déficit au général : « Le début de journée dimanche a été plus compliqué. Sur le gras, nous avons perdu de la compétitivité. Cela s’explique par différentes choses : la première, je ne suis certainement pas encore complètement calé au niveau pilotage RX dans ces conditions, étant toujours un peu typé WRC ; la seconde, nous manquions de grip et on doit travailler sur ce point. ».
Sixième du classement intermédiaire, Loeb accède aux demi-finales. S'élançant depuis l'intérieur de la deuxième ligne de la grille, il prend à nouveau un mauvais départ et parvient in extremis à conserver la troisième position en sortie de la première courbe face à son coéquipier Davy Jeanney. Sur une piste désormais asséchée, il comble l'écart le séparant de Ken Block, son prédécesseur direct, et réalise le premier dépassement du week-end tout pilote confondu en réalisant l'intérieur sur l'Américain à l'entame du second tour. Il résiste à la pression de son adversaire, exercée par de multiples contacts détruisant progressivement son pare-chocs arrière, tandis que Johan Kristoffersson s'échappe seul en tête. Il parvient à conserver son rang jusqu'au drapeau à damiers et se qualifie ainsi pour la finale en tant que seul représentant des quatre pilotes Peugeot officiels. Occupant la position extérieure de la deuxième ligne, il réalise une prise d'envol en demi-teinte et contient la tentative de débordement de Block pour le gain de la quatrième place. Devant lui, Andreas Bakkerud et Petter Solberg s'accrochent momentanément, créant une ouverture le propulsant en seconde position. Affichant un rythme plus rapide sur sa Ford Focus, Bakkerud revient au contact de l'Alsacien et le percute violemment au moment où les deux hommes s'engouffrent dans la section Joker. Relégué au cinquième rang, Loeb récupère une position lorsque Ken Block s'engage à son tour dans la partie handicapante du circuit puis se hisse sur la dernière marche du podium en réalisant avec succès une manœuvre de dépassement sur Solberg, la deuxième de l'événement, dans la dernière boucle : « En finale, je pars quatrième, donc sur la deuxième ligne et la série a été très disputée ! J’ai parfois pointé deuxième, parfois cinquième, et finalement je me suis retrouvé quatrième en ressortant du tour Joker côte à côte avec Ken Block. Il fallait ensuite passer Petter Solberg, il a freiné un peu tard dans le dernier tour, moi aussi mais j’ai réussi à m’appuyer gentiment sur lui pour prendre la troisième position synonyme de podium. »,.
| Catégorie  | N°      | Équipe                   | Équipe              | Équipe              | Voiture         | Voiture         |
| ---------- | ------- | ------------------------ | ------------------- | ------------------- | --------------- | --------------- |
| Supercar   | 9       | Team Peugeot-Hansen      | Team Peugeot-Hansen | Team Peugeot-Hansen | Peugeot 208 WRX | Peugeot 208 WRX |
| Date       | Heure   | Phase                    | Temps               | Tours               | Écart           | Clas.           |
| 3 sep      | 10 h 30 | Essais Libres            | 38 s 020            | 20                  | +0 s 299        | 4e              |
| 3 sep      | 14 h 00 | Heat 1 - Course 7        | 2 min 34 s 028      | 4                   | -               | 1er             |
| 3 sep      | 14 h 00 | Heat 1 - Général         | 2 min 34 s 028      | 4                   | +0 s 434        | 2e              |
| 3 sep      | 16 h 25 | Heat 2 - Course 6        | 2 min 35 s 371      | 4                   | +1 s 935        | 4e              |
| 3 sep      | 16 h 25 | Heat 2 - Général         | 2 min 35 s 371      | 4                   | +1 s 935        | 6e              |
| 4 sep      | 8 h 00  | Warm Up                  | 43 s 909            | 2                   | +1 s 256        | 8e              |
| 4 sep      | 9 h 10  | Heat 3 - Course 5        | 3 min 09 s 850      | 4                   | +3 s 077        | 4e              |
| 4 sep      | 9 h 10  | Heat 3 - Général         | 3 min 09 s 850      | 4                   | +7 s 903        | 14e             |
| 4 sep      | 11 h 05 | Heat 4 - Course 4        | 3 min 02 s 688      | 4                   | +5 s 182        | 4e              |
| 4 sep      | 11 h 05 | Heat 4 - Général         | 3 min 02 s 688      | 4                   | +7 s 051        | 7e              |
| 4 sep      | -       | Classement Intermédiaire | -                   | -                   | -               | 6e              |
| 4 sep      | 15 h 00 | Demi-finales - Course 2  | 3 min 59 s 102      | 6                   | +3 s 325        | 2e              |
| 4 sep      | 15 h 40 | Finale                   | 3 min 59 s 989      | 6                   | +5 s 319        | 3e              |
| 4 sep      | -       | Classement Final         | -                   | -                   | -               | 3e              |
| Sources, : |         |                          |                     |                     |                 |                 |

### World RX of Barcelona 2016
Amorçant le dernier tiers de la saison, la manche catalane a lieu deux semaines plus tard sur une portion aménagée du circuit de Barcelone : « Je connais bien le circuit de Barcelone car j’y ai effectué de nombreux essais, que ce soit en WTCC ou au volant de la Peugeot 908 LMP1. J’y ai aussi essayé la Formule 1 Red Bull ainsi qu’une moto. Cette expérience ne va toutefois pas me servir car la piste de rallycross est bien sûr très différente. Elle ne reprend qu’une portion du circuit et en sens inverse ! ».
Sébastien Loeb achève la séance d'essais libres du samedi matin en seconde position, environ un dixième derrière son coéquipier Timmy Hansen, auteur de la meilleure marque. L'Alsacien se fait prendre en tenailles par Guy Wilks et Ken Block au départ de la première manche qualificative et frôle l'accident. L'entrée dans la section Joker de Block puis de Kevin Eriksson lui permettent d'avoir le champ libre pour refaire son retard et se hisser en seconde position. Il conserve son rang jusqu'à l'arrivée mais le temps concédé en début d'épreuve l'empêche de bien figurer au classement général. Auteur d'un meilleur envol au départ de la deuxième manche, Loeb se fait heurter à l'arrière aux abords des premiers virages par Jānis Baumanis et rétrograde en quatrième position, le poussant à s'engouffrer immédiatement dans la section Joker pour éviter la congestion du peloton. Il échoue in extremis à prendre le dessus sur Robin Larsson au moment où celui-ci sort à son tour de la portion handicapante du circuit et se retrouve contraint de parcourir l'ensemble de la distance restante dans la poussière du pilote suédois.
Le lendemain matin, l'Alsacien réussit le meilleur départ de la troisième manche qualificative et se porte aussitôt en tête. Creusant progressivement l'écart sur ses poursuivants, il monopolise les commandes de bout en bout et remporte sa série en signant le deuxième temps général. Alors en ballottage favorable pour figurer dans le quatuor de tête intermédiaire, synonyme de première ligne sur la grille des demi-finales, Loeb se fait une nouvelle fois accrocher au départ par Robin Larsson et subit des dégâts importants sur sa carrosserie. Perdant une partie de l'effet aérodynamique de son aile avant droite à la suite de l'incident, il concède un temps important dans le premier tour, l'empêchant de rattraper ses autres adversaires et de signer un chrono satisfaisant : « On connaît l’importance des qualifications en rallycross et elles ont été un peu à l’image de mon weekend. Dès les premiers tours, nous avons été compétitifs mais la roue n’a pas vraiment tourné dans le bon sens. Je me suis fait plus que chahuté, de manière parfois pas très brillante par certains pilotes et cela s’est ressenti au classement. En fait, je n’ai eu qu’une seule manche claire et ça a payé au niveau du chrono. ».
Cinquième du classement intermédiaire post-qualification, le nonuple champion du monde des rallyes manque de peu une place sur la première ligne de la grille de départ des demi-finales. Il rate son envol à l'extinction des feux et se fait dépasser successivement par Petter Solberg puis Robin Larsson dès les premiers mètres pour se retrouver congestionné dans le trafic du peloton. L'Alsacien parvient à reprendre une position avec le jeu des passages dans la section Joker en repassant devant son ancien rival du championnat WRC puis porte plusieurs attaques sur Larsson. Sur un tracé limitant drastiquement les possibilités de dépassement, il manque de peu de trouver l'ouverture à diverses reprises dans l'avant-dernier tour. Il heurte finalement une pile de pneus délimitant une chicane lors de l'une de ces tentatives et se retrouve contraint à l'abandon en raison de la destruction de son bloc moteur : « En demi-finale, la raison a été un peu différente puisque je manque mon départ. Je me retrouve derrière tout le monde et forcément il a fallu batailler. J’ai essayé de remonter mais une fois derrière Larsson, je n’ai jamais pu passer. J’ai essayé plusieurs solutions, sans succès. Sur la fin, j’ai tenté le tout pour le tout et j’ai accroché une pile de pneus à la corde. J’ai endommagé le filtre à huile et le moteur s’est mis en sécurité. »,.
| Catégorie  | N°      | Équipe                   | Équipe              | Équipe              | Voiture         | Voiture         |
| ---------- | ------- | ------------------------ | ------------------- | ------------------- | --------------- | --------------- |
| Supercar   | 9       | Team Peugeot-Hansen      | Team Peugeot-Hansen | Team Peugeot-Hansen | Peugeot 208 WRX | Peugeot 208 WRX |
| Date       | Heure   | Phase                    | Temps               | Tours               | Écart           | Clas.           |
| 17 sep     | 9 h 30  | Essais Libres            | 45 s 520            | 9                   | +0 s 135        | 2e              |
| 17 sep     | 12 h 00 | Heat 1 - Course 2        | 3 min 19 s 734      | 4                   | +3 s 009        | 2e              |
| 17 sep     | 12 h 00 | Heat 1 - Général         | 3 min 19 s 734      | 4                   | +3 s 009        | 7e              |
| 17 sep     | 15 h 15 | Heat 2 - Course 3        | 3 min 23 s 200      | 4                   | +4 s 292        | 3e              |
| 17 sep     | 15 h 15 | Heat 2 - Général         | 3 min 23 s 200      | 4                   | +4 s 292        | 8e              |
| 18 sep     | 9 h 15  | Warm Up                  | 47 s 531            | 2                   | +1 s 307        | 15e             |
| 18 sep     | 10 h 00 | Heat 3 - Course 3        | 3 min 16 s 244      | 4                   | -               | 1er             |
| 18 sep     | 10 h 00 | Heat 3 - Général         | 3 min 16 s 244      | 4                   | +0 s 427        | 2e              |
| 18 sep     | 12 h 25 | Heat 4 - Course 4        | 3 min 23 s 147      | 4                   | +2 s 570        | 3e              |
| 18 sep     | 12 h 25 | Heat 4 - Général         | 3 min 23 s 147      | 4                   | +2 s 570        | 6e              |
| 18 sep     | -       | Classement Intermédiaire | -                   | -                   | -               | 5e              |
| 18 sep     | 15 h 00 | Demi-finales - Course 1  | 4 min 15 s 148      | 5                   | +1 Tour         | 6e              |
| 18 sep     | 15 h 40 | Finale                   | Non qualifié        | Non qualifié        | Non qualifié    | Non qualifié    |
| 18 sep     | -       | Classement Final         | -                   | -                   | -               | 8e              |
| Sources, : |         |                          |                     |                     |                 |                 |

### Neste World RX of Latvia 2016
Le championnat du monde se poursuit sur un rythme soutenu avec le coup d'envoi deux semaines plus tard de la manche lettone, nouvellement inscrite au calendrier et organisée au Biķernieku Trase de Riga.
Sébastien Loeb signe le troisième temps des essais libres du samedi matin, concédant quatre dixièmes sur le chrono de référence établi par son coéquipier Timmy Hansen. Malchanceux au tirage au sort déterminant les grilles de la première session qualificative, il s'élance d'une position handicapante et parvient à se hisser au troisième rang avant d'opter aussitôt pour le tour Joker. Il dépasse coup sur coup en piste Janno Ligur puis l'éphémère leader Timur Timerzyanov, victime d'un tête-à-queue, comblant ensuite progressivement l'écart le séparant de Reinis Nitišs. Il prend finalement le dessus sur le pilote local dans le dernier tour et remporte sa série, signant le troisième temps général. L'Alsacien réussit son envol au départ de la seconde manche, frôlant l'accident après avoir été pris en tenaille entre Petter Solberg et Mattias Ekström, et s'empare de la deuxième place en sortie de la première chicane derrière Andreas Bakkerud. Il conservera cette position jusqu'à l'arrivée, manquant de peu de prendre le dessus sur le Norvégien dans le dernier virage : « Les deux Heat du samedi ont été intenses et j’ai perdu du temps avec des gars un peu chaud mais les classements restaient intéressants puisque j’ai terminé deux fois troisième. ».
La deuxième partie des qualifications se déroule le lendemain matin sur une piste fortement détrempée. Loeb réalise un départ optimal et sécurise la seconde place à l'issue des premières courbes. Évoluant sur un rythme soutenu, il est percuté par l'arrière dans le dernier tour par son coéquipier Timmy Hansen, victime d'un aquaplanage. Parti en tête-à-queue, il abandonne près de dix secondes dans l'incident et rétrograde dans le fond du classement. Les deux pilotes Peugeot sont une nouvelle fois côte à côte lors de l'ultime manche qualificative. L'Alsacien prend le meilleur envol et réalise la course en tête. La victoire lui échappe dans les derniers mètres, en sortie de la section Joker, pour un écart de trois millièmes de seconde au profit du Suédois, lui coûtant également les quelques points nécessaires pour l'accès à une première ligne lors des demi-finales : « Tout aurait pu basculer dans le troisième run, pour entamer la journée du dimanche. Sous la pluie, Timmy est parti en aquaplaning et m’a percuté. Aux intermédiaires, je devais faire premier ou deuxième de ce Heat, au final je me retrouve dix-septième… ça aurait pu avoir des conséquences mais nous nous en sommes pas trop mal tirés et après avoir fini troisième du dernier Heat, je me suis qualifié pour la demi-finale, tout comme Timmy et Davy d’ailleurs. ».
Il réussit une nouvelle fois sa prise d'élan de manière optimale au départ de cette première phase éliminatoire et parvient à accrocher la deuxième place en sortie de la première chicane. Sorti trop large dans le virage suivant, il perd momentanément sa position face à Jānis Baumanis avant de récupérer son rang à la suite d'une erreur de freinage du pilote letton. Désormais libéré du peloton, il adopte un rythme offensif et comble progressivement l'écart le séparant du leader Johan Kristoffersson. Il prend finalement le dessus sur le Suédois dans la dernière boucle au moment où celui-ci ressort de la section Joker et remporte la première demi-finale de sa carrière : « La demi-finale s’est bien passée pour moi. Malgré les changements de conditions par rapport au samedi, j’étais toujours aussi à l’aise. J’ai pris un bon départ, j’ai fait le travail et j’ai évité les problèmes pour gagner cette demie. ». S'élançant de front au départ de la finale, toujours sur une piste à l'adhérence précaire, Loeb prend le dessus sur son voisin et principal adversaire Mattias Ekström dès les premiers mètres et s'empare des commandes. Améliorant tour après tour le temps de référence de la journée, il s'échappe progressivement en tête sans jamais être menacé. Leader de bout en bout, il signe sa première victoire en mondial de rallycross, devenant ainsi le premier pilote à s'imposer dans une manche de trois championnats du monde FIA différents : « En finale, je n’ai pas manqué mon envol et c’était certainement la clé. J’ai pris la tête et je ne l’ai plus lâché. Je devais suivre mon rythme, ne pas commettre de faute. En un sens, j’avais toutes les cartes en main. La piste dans ces conditions me rappelait un peu le rallye, j’avais une voiture top et un super feeling. Il fallait gagner ! Je suis heureux de décrocher ma première victoire en World RX, ma première aussi avec Peugeot Sport et le Team Peugeot-Hansen. Tout le monde a très bien travaillé, on confirme nos progrès et, en plus, avec la troisième place de Timmy, nous réalisons une bonne opération au classement par équipes. Tout était donc parfait ! Je suis aussi heureux pour mon chef mécano qui vit en Lettonie. Maintenant j’espère décrocher de nouvelles victoires. C’était important de le faire dès ma première saison et c’est toujours plaisant de gagner en mondial, mais je veux plus. Il reste quelques occasions pour bien finir la saison et se mettre d’ores et déjà en marche pour 2017. »,,.
| Catégorie  | N°      | Équipe                   | Équipe              | Équipe              | Voiture         | Voiture         |
| ---------- | ------- | ------------------------ | ------------------- | ------------------- | --------------- | --------------- |
| Supercar   | 9       | Team Peugeot-Hansen      | Team Peugeot-Hansen | Team Peugeot-Hansen | Peugeot 208 WRX | Peugeot 208 WRX |
| Date       | Heure   | Phase                    | Temps               | Tours               | Écart           | Clas.           |
| 1er oct    | 9 h 00  | Essais Libres            | 49 s 760            | 9                   | +0 s 393        | 3e              |
| 1er oct    | 12 h 00 | Heat 1 - Course 2        | 3 min 28 s 493      | 4                   | -               | 1er             |
| 1er oct    | 12 h 00 | Heat 1 - Général         | 3 min 28 s 493      | 4                   | +1 s 809        | 3e              |
| 1er oct    | 14 h 30 | Heat 2 - Course 5        | 3 min 27 s 504      | 4                   | +0 s 301        | 2e              |
| 1er oct    | 14 h 30 | Heat 2 - Général         | 3 min 27 s 504      | 4                   | +0 s 645        | 3e              |
| 2 oct      | 8 h 30  | Warm Up                  | 56 s 686            | 2                   | +1 s 240        | 8e              |
| 2 oct      | 9 h 30  | Heat 3 - Course 5        | 4 min 06 s 248      | 4                   | +11 s 519       | 4e              |
| 2 oct      | 9 h 30  | Heat 3 - Général         | 4 min 06 s 248      | 4                   | +11 s 519       | 17e             |
| 2 oct      | 11 h 45 | Heat 4 - Course 2        | 3 min 47 s 755      | 4                   | +0 s 003        | 2e              |
| 2 oct      | 11 h 45 | Heat 4 - Général         | 3 min 47 s 755      | 4                   | +1 s 410        | 3e              |
| 2 oct      | -       | Classement Intermédiaire | -                   | -                   | -               | 5e              |
| 2 oct      | 15 h 00 | Demi-finales - Course 1  | 5 min 33 s 996      | 6                   | -               | 1er             |
| 2 oct      | 15 h 40 | Finale                   | 5 min 27 s 665      | 6                   | -               | 1er             |
| 2 oct      | -       | Classement Final         | -                   | -                   | -               | 1er             |
| Sources, : |         |                          |                     |                     |                 |                 |

### ALL–INKL.COM World RX of Germany 2016
Le mondial met le cap vers l'Allemagne pour la deuxième fois de la saison avec l'organisation de la dernière manche européenne, disputée sur le circuit d'Estering dans la banlieue de Hambourg, une des rares pistes de rallycross que Sébastien Loeb a déjà eu l'occasion de découvrir auparavant : « Contrairement à d’habitude, je vais aborder une piste que je connais déjà puisque j’ai eu l’occasion de mener une journée d’essais sur ce circuit. Il n’y a pas tellement de virages mais ils ne sont pas simples. Le premier, notamment, est assez délicat. C’est une épingle très serrée avec un peu d’asphalte à l’intérieur et il n’est pas aisé de se placer idéalement pour avoir une bonne motricité en sortie en vue de la grande allonge qui suit. Je pense que c’est un virage qui peut vite faire de gros écarts. ».
L'Alsacien réalise le cinquième temps des essais libres du samedi matin à sept dixièmes de la meilleure marque établie par le leader du championnat Mattias Ekström. S'élançant du milieu de la grille lors de la première manche qualificative, il réussit son départ et sécurise le deuxième rang en sortie du premier virage en épingle, derrière son coéquipier Timmy Hansen. Il défend sa position face à Petter Solberg jusqu'au franchissement de la ligne d'arrivée mais ne signe que le dixième temps général en raison des nombreux contacts subis et de l'amélioration continue de la piste en faveur des pilotes participant aux séries suivantes. Héritant de l'emplacement le plus défavorable sur la grille de la seconde session, il se retrouve contraint d'aborder l'épingle de la première courbe par l'extérieur. Contrôlant son dérapage de manière optimale, il accroche le deuxième rang derrière son compatriote Davy Jeanney qu'il conservera jusqu'au drapeau à damiers.
La seconde moitié des qualifications débute le lendemain matin sur une piste fortement détrempée. Loeb s'élance une fois encore de l'emplacement le plus pénalisant de la grille de départ mais comble ce déficit par un envol optimal. En tête au moment d'aborder le premier virage, il sort un peu large et se fait déborder à l'intérieur par Petter Solberg mais sécurise la deuxième place. Il conserve son rang tout au long des quatre tours de sa série, signant parallèlement le deuxième temps général. Auteur une nouvelle fois d'un bon départ lors de l'ultime manche qualificative, il se fait prendre en tenaille entre Solberg et Kevin Hansen dans l'épingle du premier virage et rétrograde en quatrième position. S'engouffrant aussitôt dans la section Joker, il hérite d'un horizon dégagé pour hausser son rythme mais échoue à quelques mètres près à prendre le dessus sur Johan Kristoffersson dans le dernier tour, au moment où celui-ci ressortait de la portion handicapante du circuit : « On m’avait prévenu, Estering n’est pas un tracé facile. Il est technique effectivement et il est surtout rempli de pièges, notamment au niveau du premier virage et j’en ai fait l’expérience. Dès les premières séries, ça a été mouvementé et je n’ai pas pu être aussi rapide que je l’aurais souhaité. Les positions de départ n’ont pas toujours été évidentes et si la voiture se comportait plutôt bien, il manquait tout de même un petit quelque chose. Je n’étais pas aussi à l’aise qu’en Lettonie. ».
Cinquième du classement intermédiaire, l'Alsacien manque pour un seul point une place dans le quatuor de tête, synonyme de qualification sur la première ligne de la grille des demi-finales. Il prend un envol en demi-teinte mais parvient à accrocher la troisième place en sortie du premier virage. Percuté par Andreas Bakkerud à la fin du premier tour, il rétrograde d'un rang au profit du Norvégien et perd progressivement le rythme en raison des dégâts occasionnés sur sa voiture. Il opte pour la section Joker dans l'avant-dernière boucle avant de se faire enfermer par Timmy Hansen en sortie de celle-ci. Il franchit la ligne d'arrivée en cinquième position, insuffisante pour accéder à la finale de l'événement : « J’ai réussi à me qualifier malgré tout en demi-finale. Là, il n’y a pas d’excuse à chercher : je n’ai pas été en mesure de me battre véritablement pour une place en finale. J’ai été chahuté mais, plus généralement, je n’avais pas l’impression d’être en mesure d’attaquer, au contraire j’étais dans la peau de celui qui est attaqué. Cela s’est traduit par une cinquième place insuffisante. Je ne peux pas me satisfaire de ce résultat, d’autant que ce rendez-vous était important dans la course au titre par équipes. »,.
| Catégorie  | N°      | Équipe                   | Équipe              | Équipe              | Voiture         | Voiture         |
| ---------- | ------- | ------------------------ | ------------------- | ------------------- | --------------- | --------------- |
| Supercar   | 9       | Team Peugeot-Hansen      | Team Peugeot-Hansen | Team Peugeot-Hansen | Peugeot 208 WRX | Peugeot 208 WRX |
| Date       | Heure   | Phase                    | Temps               | Tours               | Écart           | Clas.           |
| 15 oct     | 9 h 30  | Essais Libres            | 37 s 603            | 19                  | +0 s 680        | 5e              |
| 15 oct     | 12 h 00 | Heat 1 - Course 3        | 2 min 37 s 799      | 4                   | +0 s 879        | 2e              |
| 15 oct     | 12 h 00 | Heat 1 - Général         | 2 min 37 s 799      | 4                   | +2 s 337        | 10e             |
| 15 oct     | 14 h 45 | Heat 2 - Course 5        | 2 min 36 s 200      | 4                   | +2 s 048        | 2e              |
| 15 oct     | 14 h 45 | Heat 2 - Général         | 2 min 36 s 200      | 4                   | +2 s 855        | 5e              |
| 16 oct     | 9 h 15  | Warm Up                  | 41 s 466            | 2                   | +1 s 707        | 20e             |
| 16 oct     | 10 h 00 | Heat 3 - Course 6        | 2 min 48 s 392      | 4                   | +2 s 204        | 2e              |
| 16 oct     | 10 h 00 | Heat 3 - Général         | 2 min 48 s 392      | 4                   | +2 s 204        | 2e              |
| 16 oct     | 12 h 00 | Heat 4 - Course 6        | 2 min 40 s 859      | 4                   | +4 s 874        | 5e              |
| 16 oct     | 12 h 00 | Heat 4 - Général         | 2 min 40 s 859      | 4                   | +4 s 874        | 7e              |
| 16 oct     | -       | Classement Intermédiaire | -                   | -                   | -               | 5e              |
| 16 oct     | 15 h 00 | Demi-finales - Course 1  | 3 min 58 s 021      | 6                   | +7 s 155        | 5e              |
| 16 oct     | 15 h 40 | Finale                   | Non qualifié        | Non qualifié        | Non qualifié    | Non qualifié    |
| 16 oct     | -       | Classement Final         | -                   | -                   | -               | 8e              |
| Sources, : |         |                          |                     |                     |                 |                 |

### World RX of Argentina 2016
La saison s'achève six semaines plus tard en Argentine sur la piste de l'Autódromo Rosario, unique manche du calendrier disputée en Amérique du Sud. Comptant dix-sept points de retard dans le classement par équipes sur la structure EKS RX de Mattias Ekström, déjà sacré chez les pilotes, la marque au Lion se retrouve en ballottage défavorable avant le départ pour tenter de conserver son titre acquis l'année précédente.
Sébastien Loeb se classe treizième et premier pilote Peugeot des essais libres du samedi matin, concédant sept dixièmes sur le temps de référence établi par Ekström. Bénéficiant d'un tirage au sort supposé favorable pour le compte de la première manche qualificative avec l'obtention de la position la plus à l'intérieur de la grille, l'Alsacien voit sa chance tourner lorsqu'une forte averse de pluie survient juste avant le départ de sa série. Engorgée d'eau, la ligne attribuée au poleman devient dès lors un handicap en raison de la perte de grip occasionnée au moment de la prise d'envol. Distancé par ses adversaires dès les premiers mètres, Loeb s'engage aussitôt dans la section Joker et parvient à prendre le dessus sur Kevin Eriksson dans le deuxième tour pour le gain de la quatrième place. Évoluant dans des conditions d'adhérence précaires, il soigne ses trajectoires et dépasse finalement son coéquipier Timmy Hansen dans la dernière boucle mais signe un temps général très inférieur à celui des pilotes ayant pu bénéficier d'une piste sèche lors des séries précédentes. Les intempéries gagnant en intensité, la direction de course prend la décision quelques heures plus tard de reporter la seconde session qualificative au lendemain.
Le nonuple champion du monde des rallyes y prend le meilleur envol de sa série et s'empare des commandes qu'il conservera jusqu'à l'arrivée. Auteur du deuxième temps général, il contre-balance le coup du sort subi la veille et intègre le quinté de tête provisoire. L'Alsacien réussit une nouvelle fois son départ lors de la troisième session qualificative, s'emparant de la seconde place derrière Petter Solberg à l'issue des premiers virages, et défend son rang avec succès jusqu'au drapeau à damiers. Accroché dans la première chicane par Mattias Ekström et Timur Timerzyanov lors du coup d'envoi de la dernière manche, il parvient à sécuriser la troisième position malgré le temps perdu. Une erreur de freinage dans le dernier virage du troisième tour le relègue finalement au quatrième rang de sa série au profit d'Ekström tandis que Peugeot Sport perd définitivement toute chance de remporter le titre par équipes après l'élimination de Timmy Hansen des phases qualificatives.
Quatrième du classement intermédiaire, Loeb accède à la première ligne sur la grille de sa demi-finale. Auteur d'un départ en demi-teinte, il se retrouve débordé à l'intérieur par Andreas Bakkerud puis déporté sur le bas-côté de la piste à la suite d'un carambolage à hauteur de la première chicane. Relégué en quatrième position, l'Alsacien s'engouffre aussitôt dans la section Joker avant de hausser son rythme pour tenter de revenir au contact de son prédécesseur direct, Robin Larsson. Il porte plusieurs attaques sur le pilote suédois dans les deux dernières boucles mais sans parvenir à trouver l'ouverture, le privant ainsi d'accès à la finale pour le deuxième meeting consécutif. Quelques minutes après l'arrivée, il écope d'une pénalité de cinq secondes le rétrogradant au cinquième rang, les commissaires ayant estimé qu'il avait une part de responsabilité dans l'accrochage du premier tour.
| Catégorie  | N°      | Équipe                   | Équipe              | Équipe              | Voiture         | Voiture         |
| ---------- | ------- | ------------------------ | ------------------- | ------------------- | --------------- | --------------- |
| Supercar   | 9       | Team Peugeot-Hansen      | Team Peugeot-Hansen | Team Peugeot-Hansen | Peugeot 208 WRX | Peugeot 208 WRX |
| Date       | Heure   | Phase                    | Temps               | Tours               | Écart           | Clas.           |
| 26 nov     | 9 h 00  | Essais Libres            | 36 s 841            | 7                   | +0 s 704        | 13e             |
| 26 nov     | 11 h 30 | Heat 1 - Course 4        | 3 min 23 s 507      | 4                   | +8 s 628        | 3e              |
| 26 nov     | 11 h 30 | Heat 1 - Général         | 3 min 23 s 507      | 4                   | +15 s 976       | 13e             |
| 27 nov     | 8 h 30  | Warm Up                  | 44 s 904            | 1                   | +2 s 230        | 7e              |
| 27 nov     | 9 h 30  | Heat 2 - Course 2        | 3 min 00 s 829      | 4                   | -               | 1er             |
| 27 nov     | 9 h 30  | Heat 2 - Général         | 3 min 00 s 829      | 4                   | +1 s 760        | 2e              |
| 27 nov     | 11 h 00 | Heat 3 - Course 4        | 2 min 48 s 519      | 4                   | +1 s 798        | 2e              |
| 27 nov     | 11 h 00 | Heat 3 - Général         | 2 min 48 s 519      | 4                   | +1 s 798        | 2e              |
| 27 nov     | 12 h 30 | Heat 4 - Course 4        | 2 min 41 s 817      | 4                   | +4 s 455        | 4e              |
| 27 nov     | 12 h 30 | Heat 4 - Général         | 2 min 41 s 817      | 4                   | +4 s 455        | 4e              |
| 27 nov     | -       | Classement Intermédiaire | -                   | -                   | -               | 4e              |
| 27 nov     | 15 h 00 | Demi-finales - Course 2  | 3 min 58 s 755      | 6                   | +10 s 883       | 5e              |
| 27 nov     | 15 h 40 | Finale                   | Non qualifié        | Non qualifié        | Non qualifié    | Non qualifié    |
| 27 nov     | -       | Classement Final         | -                   | -                   | -               | 8e              |
| Sources, : |         |                          |                     |                     |                 |                 |

### Bilan de la saison
Totalisant quatre podiums et une victoire, Sébastien Loeb achève sa première saison complète dans le mondial de rallycross à la cinquième place du classement des pilotes, devant son coéquipier Timmy Hansen, plus expérimenté et vice-champion du monde l'année précédente. Limité par une Peugeot 208 WRX accusant un déficit de performance par rapport aux autres équipes de pointe, notamment en termes de motricité et de puissance, et qui de l'aveu du directeur sportif de la marque au Lion Bruno Famin « n'était pas au niveau attendu », l'Alsacien fut souvent dans l'incapacité de lutter efficacement contre les Audi S1, Ford Focus RS RX ainsi que la Citroën DS3 privée de Petter Solberg. L'écurie franco-suédoise Peugeot-Hansen se retrouve quant à elle détrônée au classement des équipes par la structure du nouveau champion du monde Mattias Ekström EKS RX.
| #     | Meeting         | Vic. | Pod. | Fin. | Pts. | Dép. | V.Q. | Heat 1 | Heat 1 | Heat 1 | Heat 2 | Heat 2 | Heat 2 | Heat 3 | Heat 3 | Heat 3 | Heat 4 | Heat 4 | Heat 4 | Demi-finale | Demi-finale | Finale | Finale |
| #     | Meeting         | Vic. | Pod. | Fin. | Pts. | Dép. | V.Q. | Gr.    | Cl.S.  | Cl.G.  | Gr.    | Cl.S.  | Cl.G.  | Gr.    | Cl.S.  | Cl.G.  | Gr.    | Cl.S.  | Cl.G.  | Gr.         | Clas.       | Gr.    | Clas.  |
| ----- | --------------- | ---- | ---- | ---- | ---- | ---- | ---- | ------ | ------ | ------ | ------ | ------ | ------ | ------ | ------ | ------ | ------ | ------ | ------ | ----------- | ----------- | ------ | ------ |
| 1     | Portugal        |      |      | ●    | 17   | 6    | 0    | 4e     | 3e     | 5e     | 5e     | 5e     | 5e     | 5e     | 3e     | 6e     | 1er    | 4e     | 9e     | 4e          | 2e          | 4e     | 5e     |
| 2     | Hockenheim      |      |      |      | 13   | 5    | 0    | 5e     | 3e     | 9e     | 4e     | 4e     | 14e    | 4e     | 1er    | 3e     | 3e     | 2e     | 7e     | 4e          | 4e          | NQ     | NQ     |
| 3     | Belgique        |      | ●    | ●    | 24   | 6    | 1    | 1er    | 1er    | 1er    | 1er    | 4e     | 7e     | 2e     | 1er    | 3e     | 3e     | 2e     | 2e     | 2e          | 2e          | 3e     | 2e     |
| 4     | Grande-Bretagne |      |      |      | 9    | 5    | 0    | 3e     | 5e     | 17e    | 2e     | 1er    | 5e     | 5e     | 5e     | 19e    | 1er    | 1er    | 8e     | 5e          | 5e          | NQ     | NQ     |
| 5     | Norvège         |      |      | ●    | 20   | 6    | 0    | 4e     | 2e     | 7e     | 2e     | 1er    | 3e     | 3e     | 2e     | 2e     | 2e     | 3e     | 4e     | 2e          | 3e          | 5e     | 5e     |
| 6     | Suède           |      | ●    | ●    | 23   | 6    | 1    | 2e     | 1er    | 1er    | 1er    | 5e     | 18e    | 3e     | 1er    | 3e     | 3e     | 5e     | 14e    | 2e          | 2e          | 4e     | 2e     |
| 7     | Canada          |      |      |      | 15   | 5    | 0    | 5e     | 2e     | 8e     | 3e     | 1er    | 3e     | 3e     | 1er    | 2e     | 2e     | 4e     | 12e    | 3e          | 4e          | NQ     | NQ     |
| 8     | France          |      | ●    | ●    | 20   | 6    | 0    | 1er    | 1er    | 2e     | 2e     | 4e     | 6e     | 1er    | 4e     | 14e    | 4e     | 4e     | 7e     | 3e          | 2e          | 4e     | 3e     |
| 9     | Barcelone       |      |      |      | 13   | 5    | 0    | 2e     | 2e     | 7e     | 2e     | 3e     | 8e     | 3e     | 1er    | 2e     | 2e     | 3e     | 6e     | 3e          | 6e          | NQ     | NQ     |
| 10    | Lettonie        | ●    | ●    | ●    | 26   | 6    | 0    | 4e     | 1er    | 3e     | 3e     | 2e     | 3e     | 3e     | 4e     | 17e    | 2e     | 2e     | 3e     | 3e          | 1er         | 2e     | 1er    |
| 11    | Allemagne       |      |      |      | 14   | 5    | 0    | 3e     | 2e     | 10e    | 5e     | 2e     | 5e     | 5e     | 2e     | 2e     | 2e     | 5e     | 7e     | 3e          | 5e          | NQ     | NQ     |
| 12    | Argentine       |      |      |      | 15   | 5    | 0    | 1er    | 3e     | 13e    | 3e     | 1er    | 2e     | 2e     | 2e     | 2e     | 2e     | 4e     | 4e     | 2e          | 5e          | NQ     | NQ     |
| Total |                 | 1    | 4    | 6    | 209  | 66   | 2    |        |        |        |        |        |        |        |        |        |        |        |        |             |             |        |        |

## 6th Silk Way Rally
Le 25 avril 2016, en marge du salon de l'automobile de Pékin, Peugeot Sport annonce sa participation officielle à la sixième édition du rallye de la Route de la Soie avec l'engagement de trois Peugeot 2008 DKR16 confiés respectivement à Sébastien Loeb, Stéphane Peterhansel et Cyril Despres. De retour après un hiatus de deux ans, l'épreuve propose cette année-là un parcours profondément renouvelé reliant Moscou à Pékin sur plus de 10 000 km d'étapes.
Le coup d'envoi est donné le 9 juillet 2016 depuis la Place Rouge avec un premier secteur sélectif de seulement 2 km entièrement sablonneux. L'Alsacien y signe le deuxième temps général, à égalité avec Vladimir Vasilyev et quatre secondes derrière Peterhansel, premier leader de l'épreuve : « J'ai roulé prudemment, je ne voulais pas faire de bêtise. Deuxième ex-æquo, troisième pour l'ordre de départ demain, donc plutôt pas mal. Le sable était très lourd avec la pluie d'aujourd'hui. Nous n’avons pas pris de risque. Dans ces conditions, on peut facilement se mettre sur le toit. L’objectif n’était pas non plus d’ouvrir la route demain. ». Après l'annulation du secteur reliant Kazan à Oufa en raison des fortes intempéries sévissant dans la région, la troisième journée de course marque le coup d'envoi de la première étape significative pour les concurrents. Loeb s'y classe troisième, plus de quatre minutes derrière son coéquipier Cyril Despres, après avoir dû rapidement faire la trace en dépassant Peterhansel : « Une spéciale pas simple mais ça s'est bien passé. Beaucoup d'herbe haute. Nous avons jardiné un peu à quelques reprises. Un peu de poussière d'un autre concurrent sur la fin, sinon rien à signaler. On s'est retrouvé à faire la trace et la navigation n'était pas si facile. ». L'Alsacien adopte à nouveau un rythme soutenu le lendemain dans le secteur conduisant à Astana, raccourci d'un tiers sur sa partie sélective en raison d'un pont jugé infranchissable, et rattrape rapidement les deux concurrents partis avant lui pour hériter du rôle d'ouvreur. Faisant face à une navigation difficile et ralenti par quelques averses, il réalise une nouvelle fois le troisième temps, devancé par Vasilyev et Peterhansel qui reprend la tête de l'épreuve. La cinquième étape constitue la plus longue du rallye en termes de distance chronométrée avec plus de 500 km de spéciales. Loeb réalise une fois encore le contact avec les deux pilotes le précédant avant de laisser échapper plusieurs minutes dans la recherche d'un Waypoint puis dans l'assistance portée à Stéphane Peterhansel, le vainqueur du Dakar ayant été victime d'un accident. Il rejoint finalement l'arrivée en établissant le cinquième temps, suffisant pour se hisser en seconde position du classement général à quinze minutes de son coéquipier et nouveau leader Cyril Despres.
Le lendemain, l'Alsacien se montre toujours le plus rapide parmi les pilotes s'élançant aux avant-postes, les dépassant un à un sur les pistes pour hériter de la position d'ouvreur. Il parvient à refaire près de la moitié de son retard sur Despres malgré l'annulation des trois quarts de la partie sélective en raison de la présence d'une tempête menaçante. Après une journée de repos passée à Almaty, capitale économique du Kazakhstan, les concurrents entament la dernière étape avant le passage de la frontière chinoise, entièrement composée de pistes sinueuses à haute altitude. En tête du premier classement intermédiaire, Sébastien Loeb rejoint rapidement son coéquipier Stéphane Peterhansel et doit une nouvelle fois ouvrir la route pour ses adversaires. Il abandonne près de trois minutes à mi-parcours dans la recherche d'un carrefour avant de rattraper la majeure partie du retard accumulé pour terminer deuxième de la spéciale derrière Cyril Despres : « J'ai pourtant fait une bonne spéciale mais on a un peu jardiné, comme tous les jours, et comme on était premier sur la route on était les premiers à passer dans les grosses flaques et j'étais quasiment obligé de m'arrêter à plusieurs reprises car je ne voyais plus rien. ». Adoptant un rythme soutenu dès le coup d'envoi de la spéciale du lendemain, marquant l'entrée du rallye dans le désert de Gobi, il dépasse Despres aux alentours du quarantième kilomètre pour écoper à nouveau du rôle d'ouvreur. Il rejoint l'arrivée sans encombre et sans erreur de navigation malgré plusieurs portions hors-pistes au programme. Auteur du deuxième temps général, trente secondes derrière Yazeed Al-Rajhi ayant bénéficié de ses traces, il ramène son retard au général sous la barre des sept minutes. La neuvième étape marque l'arrivée des premières dunes depuis le début de l'épreuve. Victime d'un enlisement très tôt dans la spéciale, Loeb abandonne près de dix minutes sur Despres avant de réduire cet écart de moitié dans les kilomètres restant en adoptant un rythme plus offensif. Il termine une nouvelle fois second du classement intermédiaire et consolide sa deuxième place au général. Il rejoint puis dépasse rapidement son principal adversaire dans la lutte pour la victoire à l'entame du secteur conduisant à Dunhuang, se retrouvant ainsi contraint d'ouvrir à nouveau la route. Faisant face à une navigation compliquée, avec des pistes à peine visibles, il cède plusieurs dizaines de secondes dans la recherche de carrefours pour finalement rallier l'arrivée avec un gain au général limité à deux minutes.
Le lendemain, une tempête de sable impose aux organisateurs de prononcer l'annulation de l'intégralité de l'étape du jour, les avions d'assistance assurant la sécurité des concurrents se trouvant dans l'incapacité de décoller. Auteur du scratch de l'avant-veille et pointant toujours dans les profondeurs du classement général, Stéphane Peterhansel s'élance le premier dans la douzième étape avant de s'immobiliser quelques mètres après le départ pour attendre ses coéquipiers et jouer un rôle d'assistance, contraignant ainsi Loeb à se charger une nouvelle fois de la navigation pour ses adversaires. Évoluant sur un rythme offensif, l'Alsacien construit une avance de plus en plus importante sur ses poursuivants directs pour finalement remporter sa première victoire d'étape depuis le début du rallye et la première de sa carrière sur un secteur comportant des portions hors-pistes et des dunes. L'écart creusé en tête lui permet de revenir à moins de trois minutes de Cyril Despres au général et de prendre une option sérieuse pour la victoire finale. Mais peu après l'arrivée à Alashan, les commissaires de course infligent une pénalité de quatre heures à l'équipage franco-monégasque pour l'absence de validation de deux Waypoints très proches l'un de l'autre, leur ôtant toute chance de bien figurer au classement final : « Au CP, nous avons vu que nous n’avions pas validé le Waypoint. Nous avons tourné en rond un long moment pour le chercher. Nous pensions l’avoir validé ensuite, mais ce n’était pas le cas. Nous sommes passés à quarante mètres… C’était une portion délicate où beaucoup de Waypoints étaient enchevêtrés. C’est frustrant, nous avions fait une très belle spéciale avec des terrains difficiles. Nous avons ouvert la route et Daniel s’en était bien sorti dans la navigation. Nous débutons et ne connaissons pas encore la complète utilisation du GPS. Nous sommes venus ici pour apprendre, nous faisions même mieux jusque-là. ». Bien que jugeant la sanction disproportionnée, la direction de Peugeot Sport renonce à faire appel,. Les places d'honneur étant dès lors hors d'atteinte à la régulière, Loeb se contente de parcourir les deux dernières étapes chronométrées sur un rythme assuré en se calant derrière Despres pour lui porter assistance en cas de besoin, l'ancien motard remportant quant à lui sa première victoire en rallye-raid sur quatre roues,.
| Catégorie  | N°      | Équipe               | Voiture             | Voiture             | Voiture             | Voiture            | Copilote      | Copilote        | Copilote     | Copilote     |
| ---------- | ------- | -------------------- | ------------------- | ------------------- | ------------------- | ------------------ | ------------- | --------------- | ------------ | ------------ |
| T1.4       | 102     | Team Peugeot Total   | Peugeot 2008 DKR16  | Peugeot 2008 DKR16  | Peugeot 2008 DKR16  | Peugeot 2008 DKR16 | Daniel Elena  | Daniel Elena    | Daniel Elena | Daniel Elena |
| Étape      | Jour    | Nom                  | Liaison             | Spéciale            | Distance            | Clas. Spé. Cat.    | Clas. Spé.    | Temps           | Clas. Cat.   | Clas.        |
| Étape 1    | 9 juil  | Moscou – Kazan       | 851,85 km           | 2,00 km             | 853,85 km           | 3e                 | 3e            | 1 min 35 s      | 3e           | 3e           |
| Étape 2    | 10 juil | Kazan – Ufa          | 490,88 km           | 135,78 km           | 626,66 km           | Étape annulée      | Étape annulée | Étape annulée   | 3e           | 3e           |
| Étape 3    | 11 juil | Ufa – Kostanay       | 614,72 km           | 200,43 km           | 815,15 km           | 3e                 | 3e            | 2 h 00 min 59 s | 3e           | 3e           |
| Étape 4    | 12 juil | Kostanay – Astana    | 510,36 km 618,05 km | 345,33 km 223,72 km | 855,69 km 841,77 km | 3e                 | 3e            | 2 h 05 min 31 s | 3e           | 3e           |
| Étape 5    | 13 juil | Astana – Balkhach    | 252,51 km           | 568,24 km           | 820,75 km           | 5e                 | 5e            | 5 h 53 min 22 s | 2e           | 2e           |
| Étape 6    | 14 juil | Balkhach – Almaty    | 444,53 km           | 411,35 km 111,00 km | 855,88 km 555,53 km | 2e                 | 3e            | 1 h 13 min 08 s | 2e           | 2e           |
| Étape 7    | 16 juil | Almaty – Börtala     | 504,71 km           | 76,86 km            | 581,57 km           | 2e                 | 2e            | 1 h 05 min 30 s | 2e           | 2e           |
| Étape 8    | 17 juil | Börtala – Ürümqi     | 648,42 km           | 256,93 km           | 905,35 km           | 2e                 | 2e            | 3 h 10 min 55 s | 2e           | 2e           |
| Étape 9    | 18 juil | Ürümqi – Hami        | 335,15 km           | 384,40 km           | 719,55 km           | 2e                 | 2e            | 3 h 44 min 01 s | 2e           | 2e           |
| Étape 10   | 19 juil | Hami – Dunhuang      | 185,24 km           | 340,00 km           | 525,24 km           | 2e                 | 2e            | 3 h 20 min 04 s | 2e           | 2e           |
| Étape 11   | 20 juil | Dunhuang – Jiayuguan | 230,91 km           | 330,20 km           | 561,11 km           | Étape annulée      | Étape annulée | Étape annulée   | 2e           | 2e           |
| Étape 12   | 21 juil | Jiayuguan – Alashan  | 241,92 km           | 425,00 km           | 666,92 km           | 1er                | 1er           | 4 h 57 min 46 s | 10e          | 10e          |
| Étape 13   | 22 juil | Alashan – Wuhai      | 357,45 km           | 367,44 km           | 724,89 km           | 5e                 | 5e            | 4 h 57 min 45 s | 8e           | 8e           |
| Étape 14   | 23 juil | Wuhai – Hohhot       | 493,28 km           | 261,00 km           | 754,28 km           | 2e                 | 2e            | 3 h 46 min 43 s | 7e           | 7e           |
| Étape 15   | 24 juil | Hohhot – Pékin       | 507,81 km           | 0,00 km             | 507,81 km           | N/A                | N/A           | N/A             | 7e           | 7e           |
| Sources, : |         |                      |                     |                     |                     |                    |               |                 |              |              |

## 1erVosges Rallye Festival
Profitant de la fin de la pause estivale du championnat du monde de rallycross, Sébastien Loeb prend part du 25 au 27 août 2016 à la première édition du Vosges Rallye Festival. Parrain de cet événement sans enjeux destiné à faire revivre des voitures de rallye emblématiques des décennies 1960 à 1980 sur une dizaine de spéciales non chronométrées pour le plaisir des spectateurs, le nonuple champion du monde de la discipline se retrouve au volant d'une Peugeot 205 Turbo 16 Groupe B, copiloté par son épouse Séverine,,.
| Étape     | Jour   | E.S. | Heure   | Nom                             | Distance | Clas. Spé. | Temps | Vit. Moy. | Clas. |
| --------- | ------ | ---- | ------- | ------------------------------- | -------- | ---------- | ----- | --------- | ----- |
| Étape 1   | 25 aoû | SS0  | 18 h 30 | Super Spéciale du Champ de Mars | 4,50 km  | N/A        | N/A   | N/A       | N/A   |
| Étape 2   | 26 aoû | SS1  | 14 h 23 | Trou de l'Enfer 1               | 28,53 km | N/A        | N/A   | N/A       | N/A   |
| Étape 2   | 26 aoû | SS2  | 15 h 26 | Col de Grosse Pierre 1          | 7,27 km  | N/A        | N/A   | N/A       | N/A   |
| Étape 2   | 26 aoû | SS3  | 17 h 34 | Trou de l'Enfer 2               | 28,53 km | N/A        | N/A   | N/A       | N/A   |
| Étape 2   | 26 aoû | SS4  | 18 h 37 | Col de Grosse Pierre 2          | 7,27 km  | N/A        | N/A   | N/A       | N/A   |
| Étape 3   | 27 aoû | SS5  | 9 h 58  | Le Thillot 1                    | 12,26 km | N/A        | N/A   | N/A       | N/A   |
| Étape 3   | 27 aoû | SS6  | 10 h 51 | Col de Morbieux 1               | 23,00 km | N/A        | N/A   | N/A       | N/A   |
| Étape 3   | 27 aoû | SS7  | 13 h 58 | Le Thillot 2                    | 12,26 km | N/A        | N/A   | N/A       | N/A   |
| Étape 3   | 27 aoû | SS8  | 14 h 51 | Col de Morbieux 2               | 23,00 km | N/A        | N/A   | N/A       | N/A   |
| Étape 3   | 27 aoû | SS9  | 18 h 15 | Road Show Labellemontagne       | 4,20 km  | N/A        | N/A   | N/A       | N/A   |
| Sources : |        |      |         |                                 |          |            |       |           |       |

## Rallycircuit Côte d'Azur
Le 22 septembre 2016, Sébastien Loeb annonce son engagement dans la première édition de Rallycircuit, épreuve organisée par NPO Events et calquée sur le format utilisé par le Monza Rally Show. Composé de dix épreuves spéciales chronométrées tracées dans l'enceinte du circuit Paul Ricard, l'événement se déroule le deuxième week-end de décembre en clôture de saison et regroupe près d'une centaine de concurrents dont Yvan Muller et Romain Dumas parmi les têtes d'affiche. Copiloté par son épouse Séverine, l'Alsacien prend le départ au volant d'une Citroën DS3 WRC exploitée par sa propre écurie, le Sébastien Loeb Racing. Affublé du numéro 1, l'Alsacien s'adjuge le premier temps scratch puis récidive sur l'ensemble des secteurs chronométrés de la première étape, pointant en tête avec près d'une minute d'avance sur Muller au soir de la première journée. Il poursuit sa domination le lendemain en signant à nouveau l'ensemble des temps de référence au programme et remporte la victoire avec une marge confortable devant deux autres voitures de la marque aux chevrons.
| Étape      | Jour   | E.S. | Heure   | Nom                | Distance | Clas. Spé. | Temps         | Vit. Moy.   | Clas. |
| ---------- | ------ | ---- | ------- | ------------------ | -------- | ---------- | ------------- | ----------- | ----- |
| Étape 1    | 10 déc | SS1  | 8 h 00  | Type Circuit 1     | 7,04 km  | 1er        | 4 min 56 s 9  | 85,36 km/h  | 1er   |
| Étape 1    | 10 déc | SS2  | 8 h 20  | Type Rallye 1      | 7,27 km  | 1er        | 6 min 24 s 8  | 68,01 km/h  | 1er   |
| Étape 1    | 10 déc | SS3  | 11 h 30 | Grand Prix 1       | 26,78 km | 1er        | 15 min 41 s 6 | 102,39 km/h | 1er   |
| Étape 1    | 10 déc | SS4  | 14 h 00 | Marathon Reverse 1 | 15,40 km | 1er        | 11 min 52 s 0 | 77,87 km/h  | 1er   |
| Étape 1    | 10 déc | SS5  | 17 h 30 | Marathon 1         | 15,55 km | 1er        | 11 min 55 s 1 | 78,28 km/h  | 1er   |
| Étape 2    | 11 déc | SS6  | 8 h 00  | Type Circuit 2     | 7,04 km  | 1er        | 4 min 57 s 5  | 85,19 km/h  | 1er   |
| Étape 2    | 11 déc | SS7  | 8 h 20  | Type Rallye 2      | 7,27 km  | 1er        | 6 min 17 s 1  | 69,40 km/h  | 1er   |
| Étape 2    | 11 déc | SS8  | 10 h 50 | Grand Prix 2       | 26,78 km | 1er        | 15 min 34 s 7 | 103,14 km/h | 1er   |
| Étape 2    | 11 déc | SS9  | 13 h 00 | Marathon Reverse 2 | 15,40 km | 1er        | 11 min 44 s 5 | 78,69 km/h  | 1er   |
| Étape 2    | 11 déc | SS10 | 15 h 50 | Marathon 2         | 15,55 km | 1er        | 11 min 45 s 8 | 79,31 km/h  | 1er   |
| Sources, : |        |      |         |                    |          |            |               |             |       |